# Lautém (Gemeinde)
| Munisípiu Lautein (tetum) Município de Lautém (port.)           |              |              |
| Eine Fatu, eine für Timor typische steile Klippe nahe Tutuala   |              |              |
| Daten                                                           |              |              |
| Hauptstadt                                                      | Lospalos     | Lospalos     |
| Fläche                                                          | 1.816,68 km² | 1.816,68 km² |
| Einwohnerzahl (2022)                                            | 70.022       | 70.022       |
| Zahl der Haushalte (2022)                                       | 13.345       | 13.345       |
| ISO 3166-2:                                                     | TL-LA        | TL-LA        |
| Verwaltungsämter                                                | Einwohner    | Fläche       |
| Iliomar                                                         | 6.569        | 302,10 km²   |
| Lautém                                                          | 17.677       | 454,90 km²   |
| Loré                                                            | 3.692        | 179,79 km²   |
| Lospalos                                                        | 30.044       | 554,57 km²   |
| Luro                                                            | 8.381        | 125,41 km²   |
| Tutuala                                                         | 3.659        | 199,92 km²   |
| Karten                                                          |              |              |
| Übersichtskarte der Gemeinde Lautém, noch mit Loré bei Lospalos |              |              |
| Verwaltungsgliederung von Baucau                                |              |              |

Lautém (portugiesisch; tetum: Lautein) ist die zweitgrößte und östlichste Gemeinde von Osttimor, benannt nach dem Ort Lautém im Norden. Hauptstadt und wirtschaftliches Zentrum der Gemeinde ist Lospalos. Die Gemeinde verfügt über viele Sandstrände und eine wilde und raue Landschaft mit Bergen im Westen und Süden und Hochplateaus im Zentrum. Zu Lautém gehören die Insel Jaco und Osttimors größter See, der Ira Lalaro. Mehr als die Hälfte der Bevölkerung betreibt Ackerbau, noch weiter ist die Haltung von Schweinen und Hühnern verbreitet. Die Plantagen aus vergangener Zeit sind aber weitgehend aufgegeben. Man produziert in erster Linie für den Eigenbedarf.

## Name
Der Name der Gemeinde leitet sich von den Fataluku-Wörtern lau („Tuch“) und tein („heilig“) ab, womit der Name in etwa heiliges Tuch bedeutet. Die mythischen Ahnen der heutigen Bevölkerung nannte man Lauteinu oder Lauteira.

## Geographie

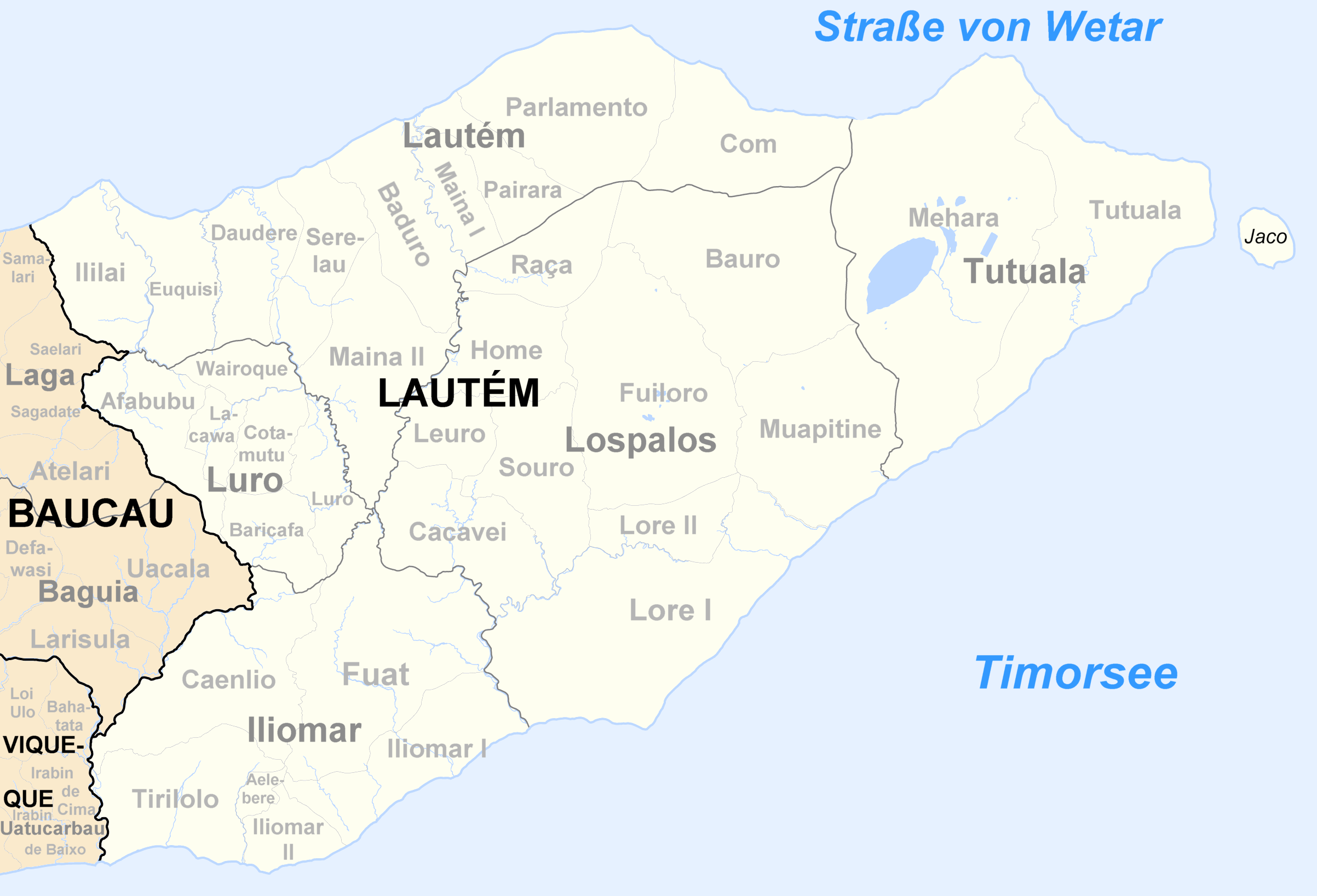
Administrative Grenzen 2003–2015

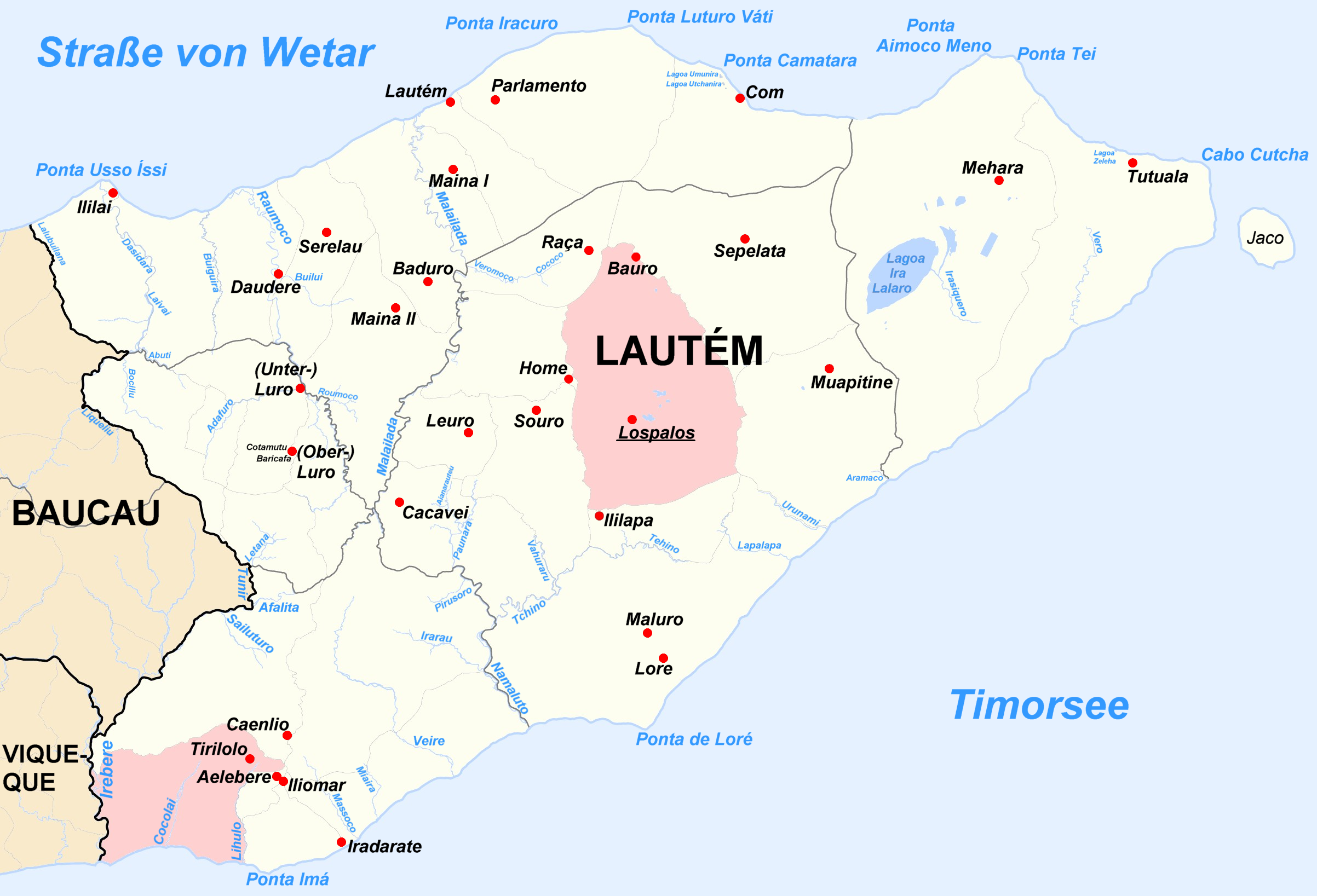
Ortschaften und Gewässer in Lautém (Verwaltungsgrenzen von vor 2015)

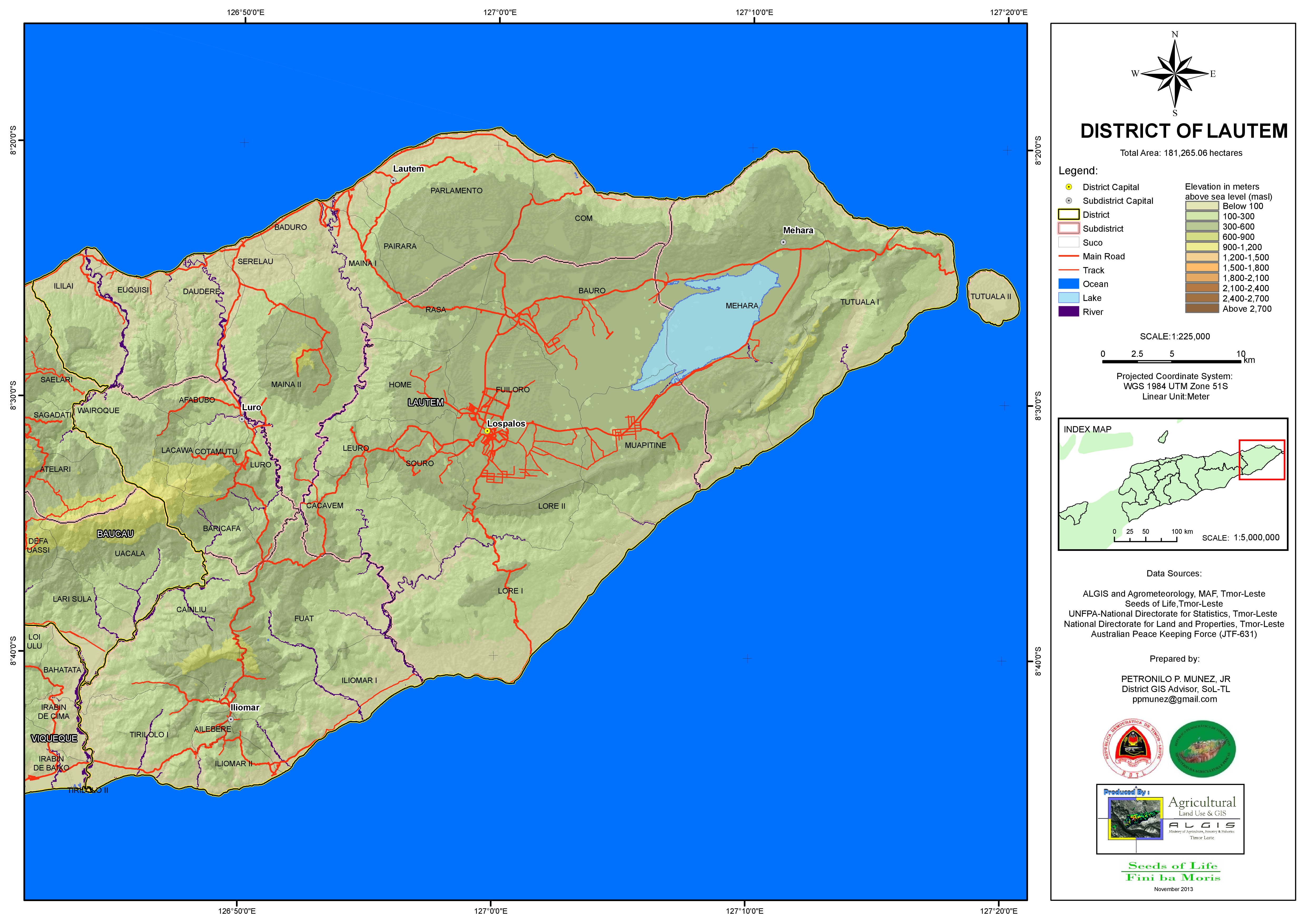
Straßennetz und Topographie Lautéms

### Übersicht
Lautém ist die östlichste Gemeinde von Osttimor. Im Westen grenzen die Gemeinden Baucau und Viqueque an, im Norden liegt die ruhige Bandasee (tahi tupuric, das „Frauenmeer“) und im Süden die stürmischere Timorsee (tahi calu, das „Männermeer“). Lautém hat seit der Gebietsreform 2015 eine Fläche von 1816,68 km² (davor 1813,11 km²). Ein kleines Gebiet des Sucos Atelari (Baucau) wurde Lautéms Suco Wairoque zugeschlagen. Zur Gemeinde Lautém gehören auch der östlichste Punkt Timors beim Kap Cutcha nahe dem Dorf Tutuala und die vorgelagerte Insel Jaco. Nach dem timoresischen Schöpfungsmythos um das gute Krokodil, aus dem die Insel entstanden sein soll, nennen die Fataluku das Ostende Timors mua cao, den „Kopf des Landes“.
Lautém ist in die Verwaltungsämter Iliomar, Lautém (Lautém Moro), Lospalos, Luro, Tutuala und seit 2022 Loré geteilt. Loré wurde von Lospalos abgetrennt.
Die Gemeinde verfügt über viele Sandstrände und eine wilde und raue Landschaft. 30 bis 35 % sind Hochland, 35 % Bergwelt. Im Zentrum ziehen sich die Berge und Hügel von Südwest nach Nordost quer durch die gesamte Gemeinde. Höchster Punkt ist mit 1297 m der Legumau im Verwaltungsamt Luro. An der Küste befinden sich Terrassen und hügelige Ebenen, im Süden auch Sümpfe. Im Osten sinkt das 440 km² große Fuiloro-Plateau langsam in Richtung Süden von 700 m auf 500 m ab, bis es auf die Bergkette des Paitchaus trifft. Das Plateau besteht aus Grasland mit einigen Büschen und Bäumen, das bis an den Ira Lalaro (auch Suro-bec) reicht. Er ist mit 6,5 km Länge, 3 km Breite und einer Fläche von bis zu 2200 Hektar der größte See Osttimors ist. Die Größe seiner Oberfläche schwankt stark im Wechsel von Regen- und Trockenzeit. Saisonal kommt es auch zu Überflutungen in der Umgebung des Sees. Neben dem See sind die Flüsse Raumoco, Veromoco und Malailada (Ralailaba) die wichtigsten Wasserquellen der Bevölkerung in der Trockenzeit. Nördlich des Fuiloro-Plateaus liegt das kleinere Plateau von Nári, westlich das Plateau von Lospalos und südlich das Plateau von Rere. Eine Besonderheit bildet der Fluss Irasiquero, der in Richtung Süden den Ira Lalaro verlässt. Er erreicht die Timorsee nicht, sondern verschwindet vorher im Mainina-Loch, einem Ponor.

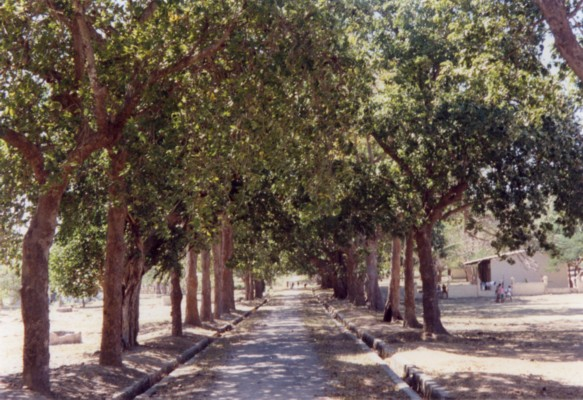
Allee im Ort Lautém

Das Gebiet um Lore an der Südküste ist geprägt durch Küstentrockenwälder, Mangrovenwälder und Küstengrasland. In der Region um den Paitchau gibt es größere Wälder. Die Berghänge aus Kalkstein sind bedeckt von tropischen Trockenwäldern und kleinen Flächen mit immergrünem Wald. Lautém ist eine der am dichtesten mit Wald bedeckten Gemeinden Osttimors. Der Wald steht größtenteils unter Schutz und da die Region weit entfernt von den Bevölkerungszentren Osttimors und relativ schlecht zugänglich ist, ist die Natur hier noch weitgehend unberührt. Kommerzielle Holzgewinnung ist ohnehin landesweit verboten, doch die lokale Bevölkerung versorgt sich aus dem Wald mit Bau- und Feuerholz, Rattan, Honig und Wildfleisch.

### Entfernungen
| Entfernungen [km] |         |        |          |       |         |
| Ort               | Iliomar | Lautém | Lospalos | Luro  | Tutuala |
| Iliomar           |         | 74,5   | 46,5     | 103,5 | 91,5    |
| Lautém            | 74,5    |        | 28       | 29    | 73      |
| Lospalos          | 46,5    | 28     |          | 57    | 45      |
| Luro              | 103,5   | 29     | 57       |       | 102     |
| Tutuala           | 91,5    | 73     | 45       | 102   |         |

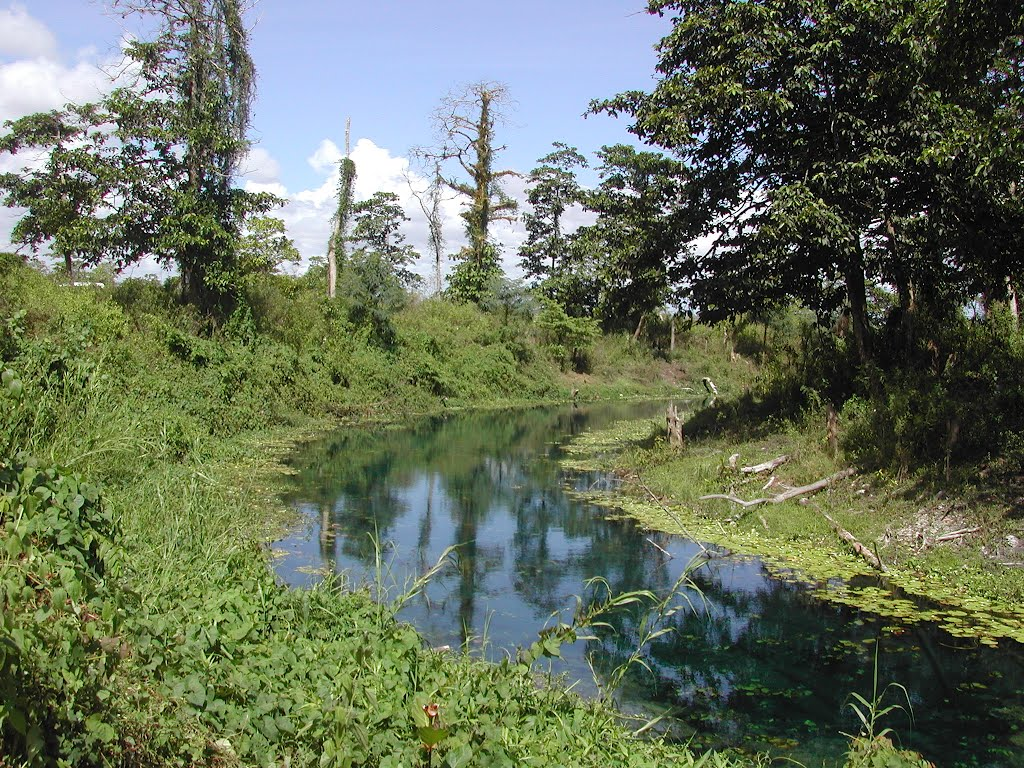
Der Irasiquero in Malahara

Lautém liegt von der Landeshauptstadt Dili 199 Kilometer entfernt.

### Klima
Von Mai bis Juli fällt durchschnittlich zweimal in der Woche Regen, von November bis Januar gibt es täglich zwei Stunden Starkregen, mit den größten Niederschlägen im Dezember. Dies kann zu Überflutungen führen, wie zum Beispiel der im Juni 2001, die schwere Zerstörungen in Lospalos und Daudere verursachten. Auch die wichtige Straße, die Lospalos mit Baucau, Iliomar und Luro verbindet, wurde schwer beschädigt. Die Monate von August bis Oktober sind heiß und trocken. Es gibt aber regionale Unterschiede. Der Norden mit dem Verwaltungsamt Lautém und dem Suco Tutuala haben eine jährliche Regenmenge von 500 bis 1000 mm und eine achtmonatige Trockenzeit. Im Süden, mit Lospalos, Iliomar und dem Suco Mehara (Verwaltungsamt Tutuala), erreicht die Niederschlagsmenge 1000 bis 1500 mm jährlich bei fünf bis sechs Monaten Trockenzeit. Das im Landesinneren liegende Verwaltungsamt Luro erreicht sogar eine jährliche Niederschlagsmenge von 1500 bis 2000 mm. Auch dort dauert die Trockenzeit nur fünf bis sechs Monate. Die Durchschnittstemperatur beträgt 23,6 bis 31,8 °C. Die Temperatur kann aber bis 38 °C ansteigen.

Klimadiagramme
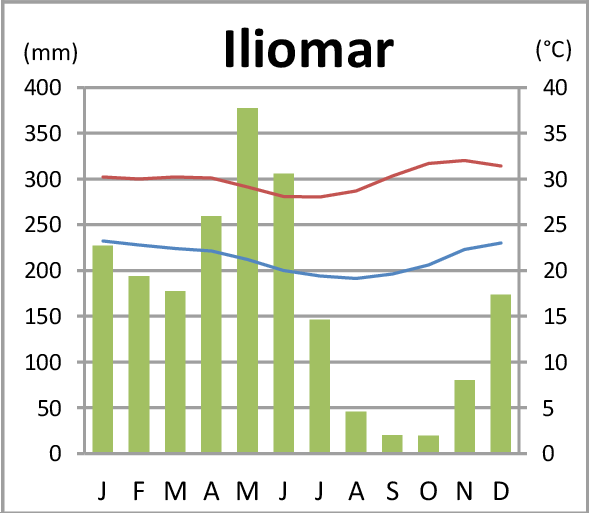
Iliomar
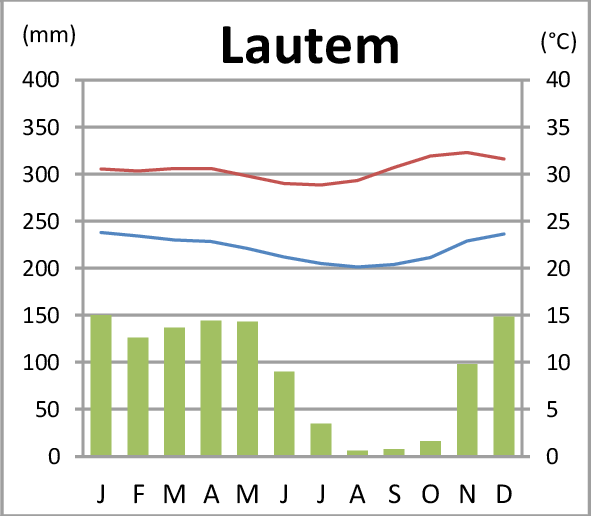
Lautém
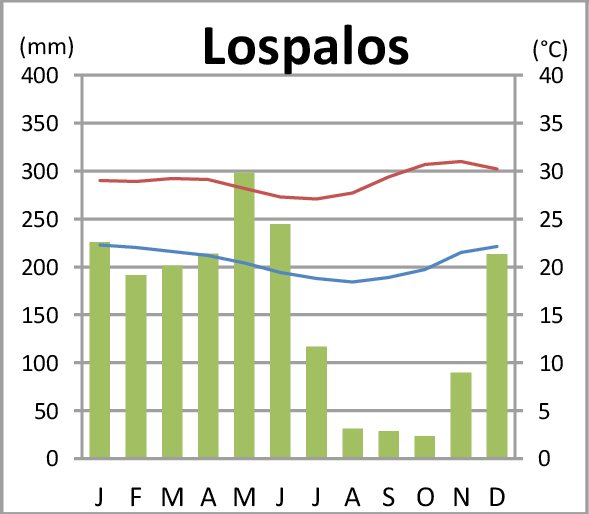
Lospalos

### Fauna und Flora

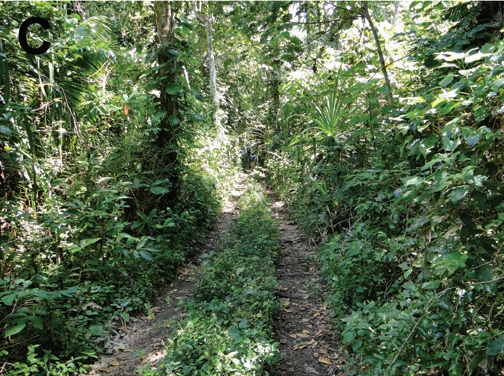
Tropischer Wald im Tiefland bei Lore

In den Wäldern leben Mähnenhirsche, Wildschweine, Wasserbüffel, verwilderte Balirinder, Affen und viele seltene Vogelarten. Am Irebere und im Ira Lalaro und seinen umliegenden Gewässern und Feuchtgebieten lebt die Timorschildkröte, die als Unterart der McCords Schlangenhalsschildkröte angesehen wird. Im Ira Lalaro, den Flüssen und Küsten der Gemeinde gibt es Leistenkrokodile, die eine potentielle Gefahr für die Bevölkerung darstellen. 2007 und 2008 gab es Krokodilangriffe in Com mit insgesamt zwei Todesopfern.
In der Kalksteinhöhle Puropoko fand man die endemische Geißelspinnenart Sarax timorensis, die 2019 erstmals wissenschaftlich beschrieben wurde. Hier gibt es auch eine große Fledermauskolonie. Der Craterocephalus laisapi ist eine endemische Süßwasserfischart im Irasiquero.
In einer Studie von 2007 wurden in Lautém 40 verschiedene Heilpflanzen wissenschaftlich gesammelt, die von den einheimischen Fataluku verwendet werden. Die Zahl ist im Vergleich zu anderen solchen Feldforschungen relativ hoch. Unter den identifizierten Pflanzen waren unter anderem Vertreter der Familien der Hülsenfrüchtler (Fabaceae) und Wolfsmilchgewächse (Euphorbiaceae).

## Einwohner

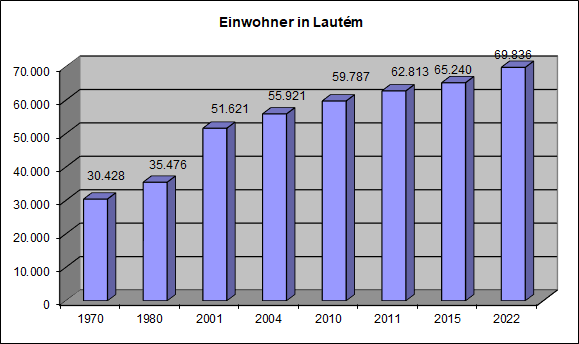
Entwicklung der Einwohnerzahl in Lautém

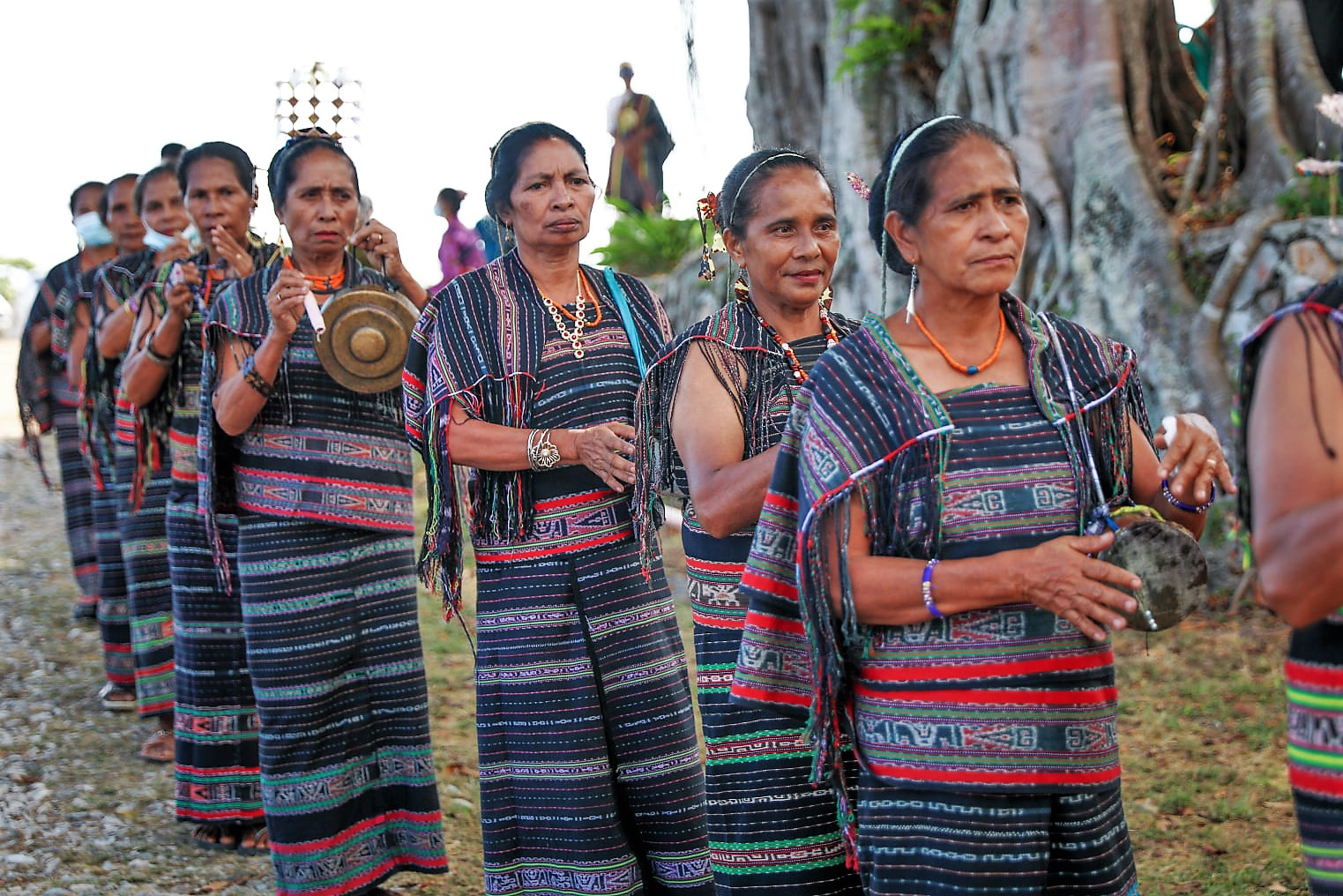
Frauen in traditioneller Tracht in Tutuala

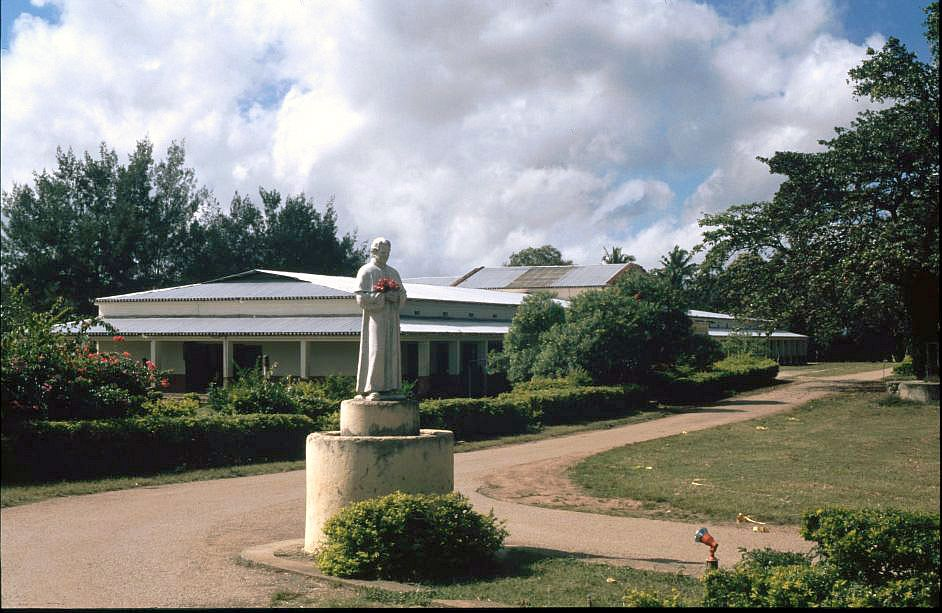
Don Bosco College in Fuiloro

In Lautém leben 70.022 Menschen (2022, 2011: 62.813). Nur die Gemeinde Manatuto ist dünner besiedelt. Von den Einwohnern sind 34.858 Männer und 35.164 Frauen. Lautém ist die einzige Gemeinde Osttimors, in der es mehr Frauen als Männer gibt. Auf 99 Männer kommen 100 Frauen. Im gesamten Land kommen durchschnittlich 103 Männer auf 100 Frauen. 12.782 der Einwohner wohnen in einer urbanen Umgebung in der Stadt Lospalos. Zwischen 2015 und 2022 lag das jährliche Bevölkerungswachstum bei 1,0 %, was nur noch von Viqueque mit 0,8 % unterboten wird. Der Landesdurchschnitt liegt bei 1,8 %. Zwischen 1990 und 2004 wuchs die Zahl der Einwohner Lautéms jährlich noch um 1,72 %. Inzwischen wandern viele Einwohner in andere Landesteile aus, vor allem in die Landeshauptstadt Dili.
Der Altersdurchschnitt liegt bei 17,0 Jahren (2010). Hatte 2004 in Tutuala jede Frau durchschnittlich 6,58 Kinder, stieg die Anzahl auf 7,77 Kinder in Lospalos, 7,80 in Iliomar und 7,91 in Lautém und 8,32 in Luro an (Landesdurchschnitt 6,99). Die Kindersterblichkeit lag 2002 in Lospalos bei 68 (1996: 102), in Lautém bei 89 (126), in Luro bei 101 (152), in Iliomar bei 129 (119) und in Tutuala bei 140 (81) Todesfällen pro 1000 Lebendgeburten. Der Landesdurchschnitt betrug 98. Iliomar und Tutuala sind zwei von 14 Verwaltungsämtern, in denen die Kindersterblichkeit entgegen dem Landestrend anstieg. Tutuala hat sogar den landesweit höchsten Anstieg zu verzeichnen.

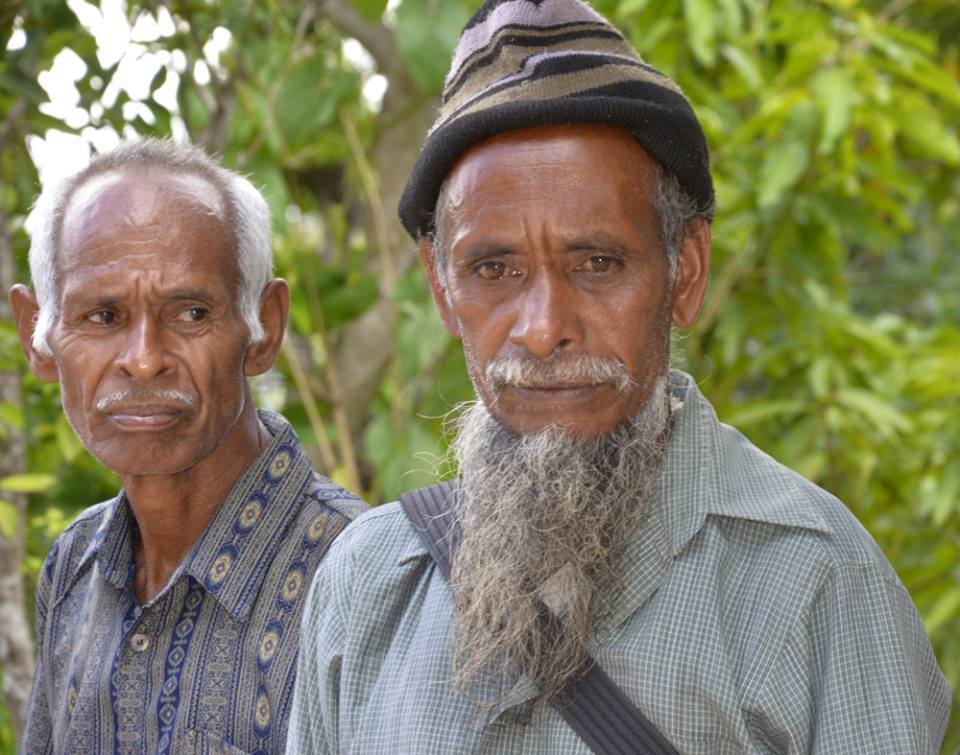
In Cotamutu

In der Gemeinde werden mehrere Nationalsprachen Osttimors als Muttersprache gesprochen. 60,9 % sprechen Fataluku (größte Volksgruppe in den Verwaltungsämtern Lautém, Lospalos und Tutuala) und 12,1 % Makalero (Verwaltungsamt Iliomar). Sa’ane ist ein Dialekt des Makasae, der im Südosten von Luro gesprochen wird (8,4 %). Im Nordwesten von Luro und im Westen des Verwaltungsamts Lautém wird das eigentliche Makasae gebraucht (14,3 %). Fataluku, Makasae/Sa’ane und Makalero gehören zu den Papuasprachen. In Mehara, nahe Tutuala, sprechen nur noch wenige Personen als Muttersprache die Nationalsprache Makuva, eine malayo-polynesische Sprache, die vom Aussterben bedroht ist. Berücksichtigt man auch die Zweitsprachen, so sprachen 2015 75,3 % Tetum, 45,3 % Bahasa Indonesia, 38,6 % Portugiesisch und 16,2 % Englisch. Eine ausgestorbene Sprache ist Rusenu. Erst 2007 konnte ein Linguist letzte Reste dokumentieren.
Von den Einwohnern, die drei Jahre oder älter sind, besuchten 2015 43,3 % eine Schule. 28,3 % hatten die Schule verlassen. Nie eine Schule besucht haben 27,8 %, was knapp unter dem Landesdurchschnitt liegt. 4,1 % der Einwohner Ermeras haben nur die Vorschule besucht, mehr als ein Drittel nur die Grundschule. Weiterführende Schulen haben mehr als ein Fünftel der Einwohner abgeschlossen. Ein Diplom oder abgeschlossenes Studium können 3,9 % vorweisen; etwa halb so viel wie der Landesdurchschnitt. Die Analphabetenquote betrug 2015 13,1 % (Frauen: 12,9 %; Männer: 13,3 %). 2004 lag sie noch bei 61,1 %.
| Schulbildung | Schulbildung  | Schulbildung   | Schulbildung        |  | Schulabschluss | Schulabschluss | Schulabschluss | Schulabschluss | Schulabschluss          | Schulabschluss | Schulabschluss |
|              | in der Schule | Schule beendet | nie in einer Schule |  | Vorschule      | Grundschule    | Prä- Sekundär  | Sekundär       | Diplom/Fach- hochschule | Universität    | Kein Abschluss |
| Frauen       | 41,2 %        | 26,6 %         | 31,7 %              |  | 3,8 %          | 31,5 %         | 14,2 %         | 13,6 %         | 0,4 %                   | 2,3 %          | 1,0 %          |
| Männer       | 45,5 %        | 30,2 %         | 23,7 %              |  | 4,3 %          | 37,2 %         | 13,3 %         | 14,3 %         | 0,9 %                   | 4,1 %          | 0,7 %          |
| gesamt       | 43,3 %        | 28,3 %         | 27,8 %              |  | 4,1 %          | 34,3 %         | 13,8 %         | 13,9 %         | 0,7 %                   | 3,2 %          | 0,9 %          |

## Geschichte

### Vorzeit

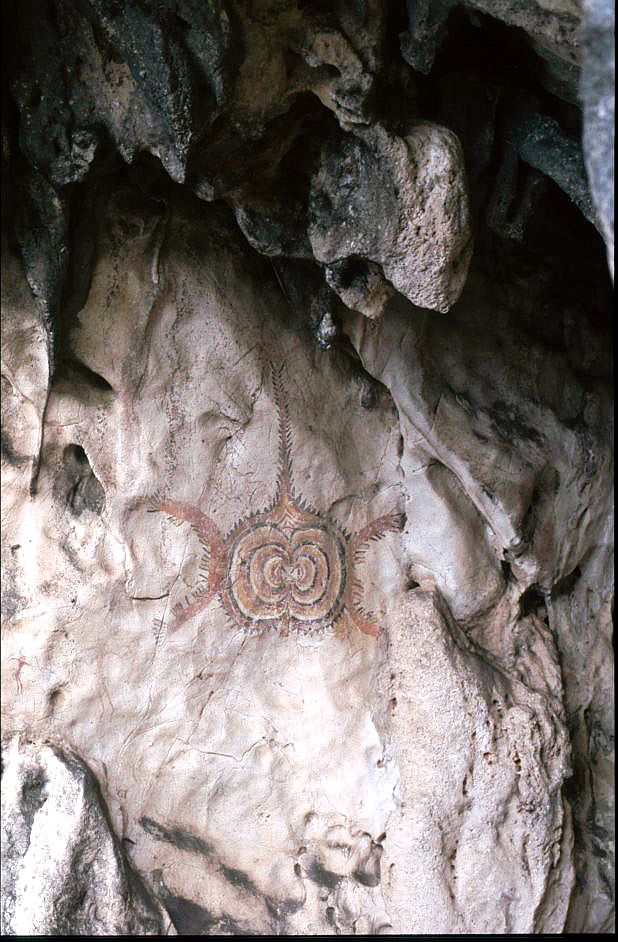
Bis zu 5000 Jahre alte animistische Zeichen in Ile Kére Kére

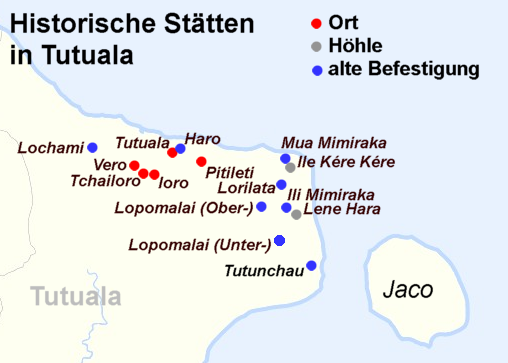
Historische Stätten um Tutuala

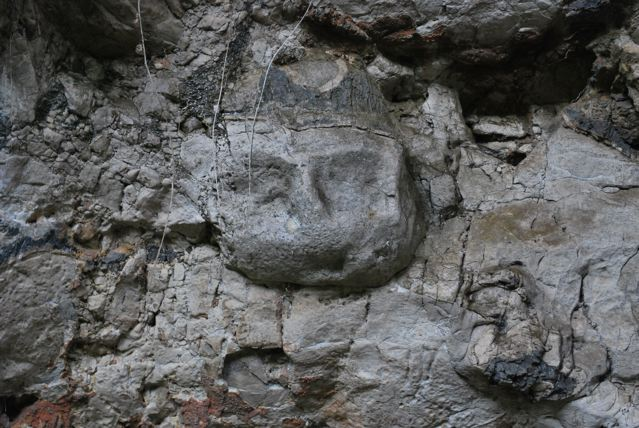
10.000 Jahre altes Steingesicht in Lene Hara

Im Verwaltungsamt Tutuala gibt es über 30 Höhlen und Felsüberhänge, in denen Tausende von Bildern an die Wände gemalt wurden. In der Kalksteinhöhle Jerimalai, nahe dem Ort Tutuala, konnten Spuren menschlicher Besiedlung gefunden werden, die älter als 42.000 Jahre sind. Es sind die ältesten Funde dieser Art auf den Inseln Südostasiens. In der Nähe wurden in der Höhle Ile Kére Kére Zeichnungen aus einer späteren Zeit mit Jagdszenen, animistischen Symbolen für Schildkröten und andere Tiere und Booten gefunden. Die Form der Boote deutet auf eine austronesische Herkunft hin, was der Papua-Herkunft der meisten Sprachen in der Gemeinde widerspricht. Man kann nur spekulieren, ob die Zeichnungen die Boote der Künstler oder vorbeifahrende Boote darstellen. Die Zeichnungen werden auf ein Alter zwischen 2000 und 6000 Jahren geschätzt. Weitere Felsmalereien finden sich an den Steilküsten von Tutuala und Tunu Taraleu, in Lene Kici, Lene Cécé und Vérulu. Auch beim Ort Lautém gibt es Höhlenzeichnungen. Gesichter, die in den Stein der Höhle Lene Hara graviert wurden, schätzt man sogar auf ein Alter von 10.000 Jahren.
Die Einwohner Lautéms waren ursprünglich Krieger und Bauern, Fischfang betrieben sie aber nicht. Zahlreiche Steinsarkophage und animistische Schreine sind überall in der Gemeinde zu entdecken. Historisch lebten vier Hauptstämme im Gebiet von Lautém. Diese waren, entsprechend den heute am weitesten verbreiteten Sprachen, die Fataluku im Gebiet von Lospalos, Tutuala und Lautém, die Makasae in Luro, Lautém und Iliomar und die Makalero in Iliomar und Luro. Die einzigen Sprecher einer austronesischen Sprache in Lautém, die Makuva, wurden erst seit Ende des Zweiten Weltkrieges von den Fataluku nahezu vollständig assimiliert. Sie leben hauptsächlich in Tutuala. Bisher ging man davon aus, dass die Sprecher der Papuasprachen vor etwa 3000 Jahren nach Timor kamen, ihnen folgten später die Austronesier. Neuere Theorien vermuten zumindest bei den Fataluku, dass sie aber erst nach den Austronesiern auf Timor eintrafen. Die Herkunft ihrer Sprache wird auf der Bomberai-Halbinsel Neuguineas vermutet. Legenden der Fataluku berichten von der Einwanderung nach Timor aus Richtung Osten kommend.
Wie viele der Ethnien Timors hat auch jeder Ratu einen entsprechenden Gründungsmythos, der von der Einwanderung der Vorfahren nach Timor erzählt. Der Platz, an dem die Urahnen ihre erste Siedlung errichtet haben sollen, wurde früher mit geschnitzten Figuren eines Manns und einer Frau markiert, die in Richtung ihrer Herkunft schauten. Infolge des Krieges während der indonesischen Besatzung wurden viele dieser Figuren aber oft näher zu oder in die bestehenden Siedlungen geholt, da sie oft das Ziel von Schändungen und Vandalismus waren. An vielen Orten liegen alte Befestigungen (pamakolo oder laca) und Siedlungen auf Hügeln (lata paru), die mit den Ahnen in Verbindung gebracht werden. In ihnen finden sich Gräber der Urahnen (calu luturu) aus großen Steinen. Sie sind auch heute noch Ziel von großer Verehrung, trotz des inzwischen verbreiteten katholischen Glaubens. Eine Besonderheit bilden der Kati ratu und der Tutuala ratu. Deren Sagen erzählen, dass sie von ihrer jetzigen Heimat stammen, was darauf hinweist, dass sie möglicherweise länger auf Timor sind als andere Fataluku und von ihnen assimiliert wurden.
2015 entdeckte man beim Bau eines Hauses am Fluss Raumoco in Daudere eine Bronzetrommel der Dong-Son-Kultur aus dem Gebiet des heutigen Vietnams. Das 80 kg schwere und ungefähr 2000 Jahre alte Artefakt ist eine der am besten erhaltenen von nur etwa 20 Bronzetrommeln, die man in Südostasien entlang der alten Schifffahrtswege fand.
In Lautém finden sich Hunderte von Überresten von historischen Befestigungen, die im portugiesischen Tranqueiras (deutsch Deckung, Verschanzung) genannt werden. Über 30 von ihnen sind in Parlamento, Com, Mehara, Tutuala und Muapitine wissenschaftlich registriert, zum großen Teil aber noch nicht erforscht. In Fataluku werden sie „lata irinu“ (deutsch Alte Dörfer) genannt. Oft gelten sie als heilige Stätten, die einem bestimmten Clan (Ratu) zugeordnet sind. Entsprechend ist der Zugang nur mit Erlaubnis möglich. Tranqueiras gibt es auch in anderen Teilen Osttimors. Ähnliche Anlagen kennt man zudem von benachbarten Inseln.

### Portugiesische Kolonialzeit

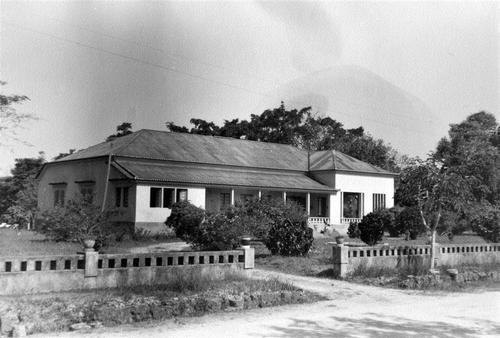
Sitz der portugiesischen Verwaltung in Lospalos (1966)

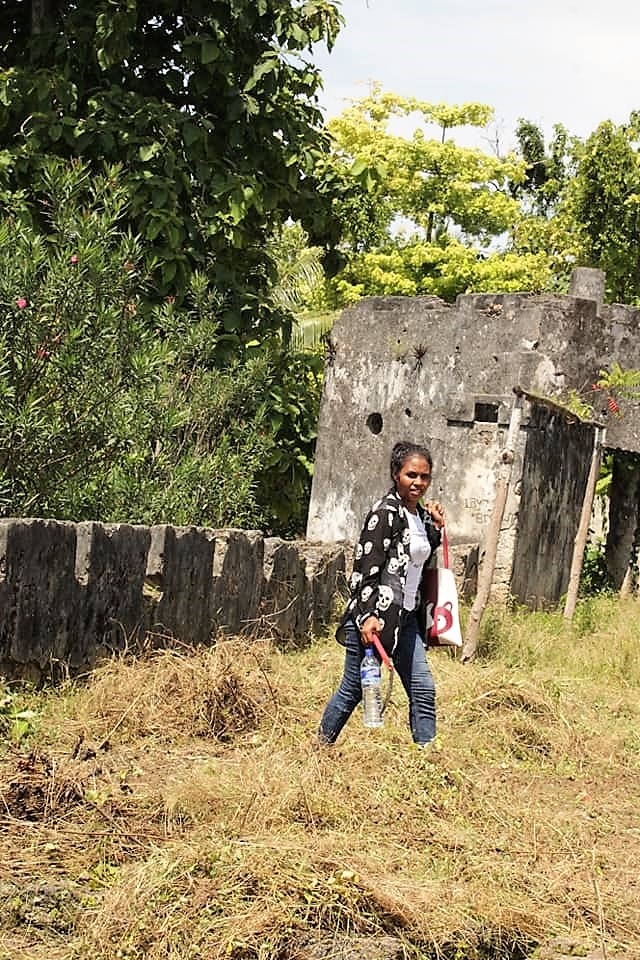
Ruine des Forts von Lore

Die ersten Europäer in diesem Gebiet waren die Portugiesen, die im heutigen Suco Lore I (Verwaltungsamt Lospalos) im 17. oder 18. Jahrhundert ein Fort errichteten. Hier war eine Kompanie einheimischer Kolonialtruppen (Segunda Linha) stationiert. In Lautém gibt es eine portugiesische Residenz aus dem 18. und 19. Jahrhundert.
Anfang der 1730er Jahre rebellierte das Reich von Sarau gegen die portugiesischen Kolonialherren. Gouverneur Pedro de Rego Barreto da Gama e Castro (1731–1734) ging daraufhin gegen das Reich vor. An der Straße zwischen Com und Lospalos befindet sich ein alter traditioneller Friedhof, der 300 Jahre alt sein soll. Dort liegen jene Timoresen, die durch die portugiesischen Eroberer getötet wurden. Weitere Reiche in der Region, die von einem Liurai regiert wurden, waren Faturó und Com.

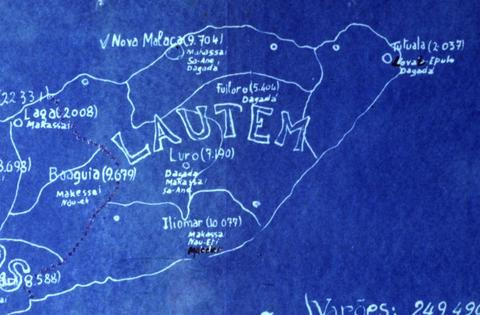
Lautém auf einer Karte aus dem Álbum Fontoura (vor 1940). Uatucarbau gehört hier noch zu Iliomar

1847 attackierten vermutlich buginesische Piraten oder Sklavenjäger den Ort Sama, was in dieser Zeit nicht ungewöhnlich war. Gouverneur Julião José da Silva Vieira (1844–1848) entsandte eine Militärexpedition, die aber von den Piraten besiegt wurde. Drei Soldaten wurden dabei getötet. Noch viereinhalb Monate gelang es den 70 Buginesen, sich einer Belagerung durch 3000 Krieger zu erwehren, die die lokalen Herrscher zusammengezogen hatten. Später entsandte Gouverneur José Joaquim Lopes de Lima (1851–1852) eine Strafexpedition gegen das Reich von Sarau, das im Verdacht stand, mit den Buginesen zusammengearbeitet zu haben. Die Vergeltungsaktion über acht Monate, bei der auch das Kanonenboot Mondego eingesetzt wurde, brachte schließlich eine Entschädigungssumme von 2000 Rupien ein. Die Köpfe der gefallenen Gegner wurden nach Dili zurückgebracht und beim Likurai-Tanz zur Schau gestellt. Die timoresische Praxis wurde von den Portugiesen auch in den folgenden Jahren immer wieder bei Rebellen angewandt.
1860 teilte der Gouverneur Afonso de Castro erstmals die Kolonie in zehn Militärkommandanturen (comandos militares). Der Kommandantur Lautém wurden die Reiche Faturó, Sarau und Matarufa (Matarupa) zugeordnet. Faturó und Sarau hatten 1867 offiziell ein Bündnis mit dem portugiesischen Gouverneur Francisco Teixeira da Silva (1865–1869) geschlossen, aber ihre Unabhängigkeit weitgehend bewahrt. Gouverneur Rafael Jácome de Andrade (1888–1889) machte dem 1888 mit einem Feldzug gegen Sarau und Faturó ein Ende. Im Verlauf des Feldzuges wurden 70 Dörfer niedergebrannt, eine große Zahl von Büffeln geraubt und viele Menschen entweder gefangen genommen oder sie wurden Opfer der Kopfjagd.
| Ortsnamen während des Estado Novo |                     |
| Heutiger Name                     | Name im Estado Novo |
| Lautém                            | Vila Nova de Malaca |
| Com                               | Nova Nazaré         |
| Fuiloro                           | Vila de Aviz        |
| Tutuala                           | Nova Sagres         |
| Ililai                            | Nova Âncora         |

Im Laufe des 19. Jahrhunderts kam der Sandelholzhandel in der Region zum Erliegen und erst mit Beginn des 20. Jahrhunderts sind wieder Spuren der portugiesischen Kolonialherren im Gebiet der Gemeinde zu finden. In einigen Verwaltungsämtern blieben Verwaltungsgebäude aus der Zeit zwischen 1900 und 1945 erhalten, so in Tutuala. In Iliomar befinden sich die Ruinen eines portugiesischen Militärpostens mit Fort und Hafen aus dem Jahr 1904. Zu Beginn des 20. Jahrhunderts hatten noch die Liurais die direkte Regierungsgewalt. Die Portugiesen nutzten das Klassensystem, um bei den Untertanen Widerstand gegen die heimischen Herrscher zu schüren, so dass die Kolonialherren die Kontrolle ausüben konnten. In dieser Zeit wurden viele Osttimoresen auch in andere Teilen des portugiesischen Kolonialreichs gesandt, so zum Beispiel nach Mosambik.
Im Januar 1934 wurde mit den Verwaltungsbezirken (deutsch Circunscrições) ein ziviles Verwaltungssystem für die Kolonie eingeführt. Zum Verwaltungsbezirk Lautém gehörten die Postos Lautém (mit dem Verwaltungssitz in Lautém, das damals Vila Nova de Malaca hieß), Luro (dessen Territorium bis Ililai an der Küste ging), Fuiloro (heute Lospalos, inklusive Lore), Tutuala und Iliomar (zu dem das spätere Uatucarbau gehörte).

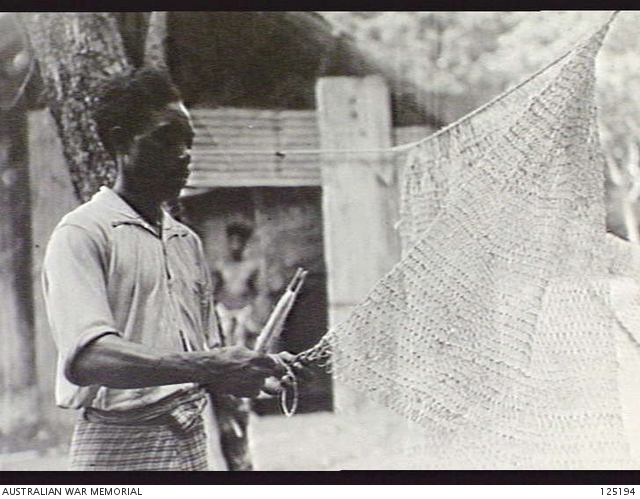
Ein Timorese im Ort Lautém beim Netze knüpfen (1946)

1941 besetzten erst im Zweiten Weltkrieg die Alliierten Timor, obwohl Portugal neutral war. 1942 griffen die Japaner die australischen, britischen und niederländischen Truppen an und es kam zur Schlacht um Timor (1942–1945). Die Japaner hinterließen in Lautém an vielen Stellen ihre Spuren. In Fuiloro, Baduro und Lore I bauten sie Flugfelder, von denen aus man Australien angreifen konnte. In Trisula bauten die Japaner ein Gefängnis, das später von den Portugiesen weiter verwendet wurde. Das japanische Hauptquartier für den äußersten Osten Timors lag beim Ort Lautém. Reste von japanischen Bunkern gibt es bei Lautém, Com und in Euquisi, Tunnelanlagen bei Fuiloro. Die japanische Infrastruktur war immer wieder Ziel alliierter Luftangriffe, bei denen auch die Ortschaften in Mitleidenschaft gezogen wurden. Viele Timoresen bekämpften die japanischen Besatzungstruppen.

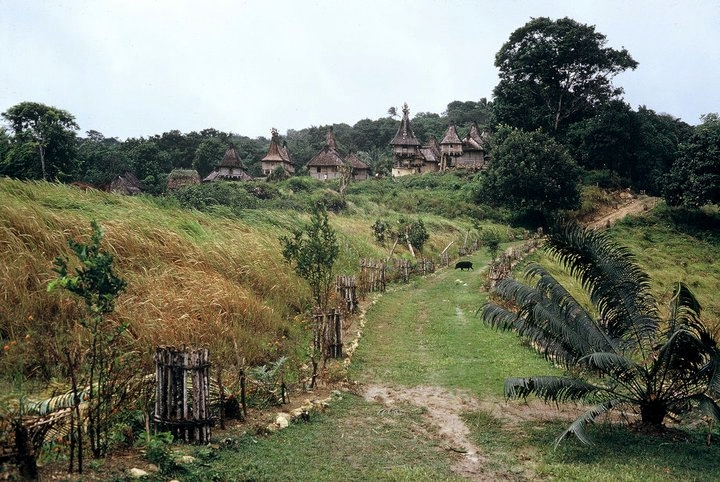
Blick auf Tchailoro (1970)

Nach dem Krieg stellten die Portugiesen wieder ihre Herrschaft über die Kolonie her. Lautém wurde 1946 wieder zum Verwaltungsbezirk, allerdings gab es Uatucarbau an Viqueque ab. Im Verwaltungsbezirk entstanden viele öffentliche Gebäude, die noch heute stehen. Ab 1948 wurde Lospalos, das ursprünglich Los Pala hieß, als Verwaltungssitz ausgebaut. 1959 beteiligten sich auf Einladung von José da Serra Frazão, dem portugiesischen Administrator Lautéms, Einheimische aus Iliomar und Lospalos an Strafexpeditionen, aufgrund der Viqueque-Rebellion, gegen die Einwohner von Uato-Lari und Uatucarbau. Im Mai 1960 wurde Lautém zum Kreis erhoben.
1974 entstanden nach der Nelkenrevolution in Portugal die ersten osttimoresischen Parteien. Veríssimo Dias Quintas, der Liurai von Lospalos, wurde zusammen mit Luís Monteiro eines der führenden Mitglieder der UDT in Lautém. Die Führer der APODETI waren Cláudio Vieira und Tomé Christovão. Die Chefs der FRETILIN vor Ort, Afonso († 1979) und Benedito Sávio, wurden später durch indonesische Soldaten getötet. Tomé Christovão verschwand in den Wirren der Invasion.
Im Frühjahr 1975 konnte die FRETILIN sich auf eine Mehrheit der Bevölkerung in ganz Osttimor stützen. Am 13. März 1975 wurden im Rahmen des Dekolonisationsprogramms Wahlen in Lautém durchgeführt. Ziel war es, die traditionellen Herrschersysteme zu ersetzen. Bei diesem Pilotprojekt für Lokalwahlen gab es keine Parteilisten oder -kandidaten. Die Wähler warfen einfach Kieselsteine in Körbe der Kandidaten, um ihre Stimme abzugeben. FRETILIN-nahe Kandidaten konnten sich hier klar gegen UDT-Kandidaten durchsetzen – mit ein Grund für den späteren Putschversuch der UDT, die eine Machtübernahme der FRETILIN im Land fürchtete.

### Indonesische Besatzungszeit und UN-Verwaltung

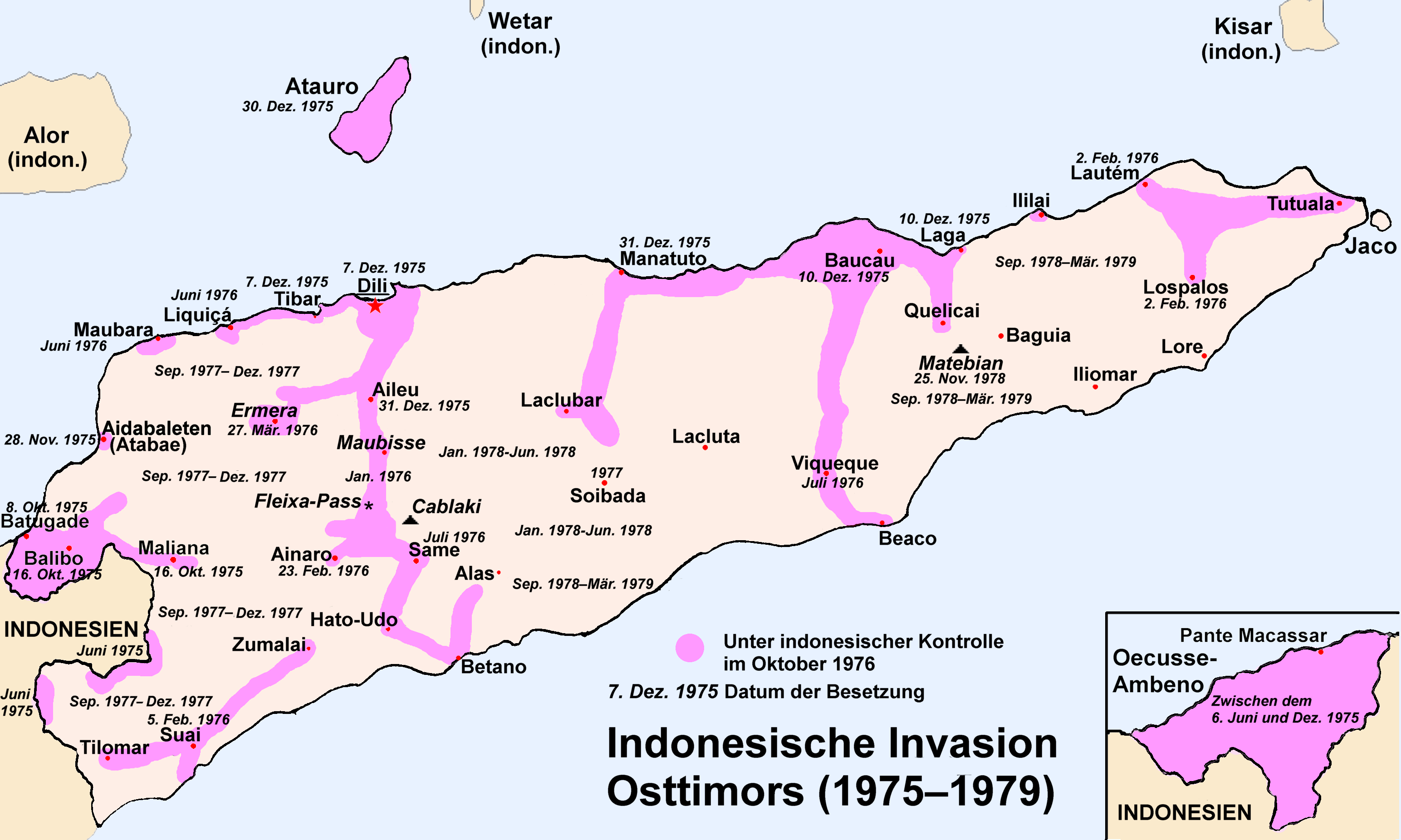
Verlauf der indonesischen Invasion (1975–1979)

Nach der Unabhängigkeitserklärung Osttimors am 28. November 1975 begann Indonesien neun Tage später mit einer großangelegten Invasion in das Nachbarland. Zuvor waren schon grenznahe Gebiete besetzt worden. Die indonesische Armee TNI konnte sich allerdings erst 1976 dauerhaft festsetzen. Im äußersten Osten der Insel hielt sich der osttimoresische Widerstand lange in der Fläche, während die Indonesier meist nur die großen Ortschaften und die sie verbindenden Straßen kontrollierten. Erste Fallschirmeinheiten landeten 1976 in Raça und stießen am 3. Februar nach Lospalos vor. Bis Oktober 1976 waren die Orte Lautém, Lospalos und Tutuala und die sie verbindenden Straßen in indonesischer Hand. Lokalen Schätzungen zufolge verlor jede Familie in der Gemeinde durch die Invasion zwei bis vier Angehörige. Vergewaltigungen, Mord und Folter durch die indonesischen Truppen waren an der Tagesordnung.
Der Widerstandskämpfer Francisco Ruas Hornay, der aus Iliomar stammte, und vier seiner Anhänger wurden in Muapitine aufgrund von internen Kämpfen am 24. November 1976 von der FRETILIN hingerichtet.
Bereits 1976 wurde in Fuiloro das erste Bataillon der TNI aufgestellt, das aus Osttimoresen bestand. Die Soldaten des Bataillons 745 stammten zunächst aus anderen Teilen Osttimors, da die lokale Bevölkerung die Besatzer noch nicht unterstützte. Einer der Führer der lokalen APODETI, der Portugiese Claudio Vieria aus Moro und Beamter in Suai, wurde der erste Regierungspräsident (Bupati) von Lautém. Die meisten Einwohner der bereits besetzten Gebiete flohen in bases de apoio, in denen die Zivilbevölkerung von der Widerstandsbewegung FALINTIL angesiedelt wurde. In Lautém gab es solche am Legumau, in Iliomar und in Mehara. Andere Einwohner flohen in den damaligen Distrikt Baucau, zum Beispiel zum Matebian. Dort starben viele an Unterernährung und Mangel an Trinkwasser. Zudem bombardierte die TNI zwischen 1977 und 1978 in unregelmäßigen Abständen die Lager. Ab 1977 drang die indonesische Armee auch in die bisher unbesetzten Gebiete im Osten des Landes vor und zerstörte die letzten Widerstandsbasen. Der Unabhängigkeitsführer Xanana Gusmão forderte die Flüchtlinge auf, die Berge zu verlassen, da er den Tod aller befürchtete. Bis März 1979 war Osttimor vollständig unter indonesischer Kontrolle, auch wenn der Widerstandskampf der FALINTIL weiterging. War er zunächst auf das Zentrum des Landes konzentriert, verlagerte sich der Schwerpunkt der Operationen später wieder auf Lautém, wobei die Kämpfer meist in die Defensive gedrängt wurden.
Zwischen dem 5. und 8. August 1983 desertierten Hunderte von Mitgliedern der bewaffneten Milizen (Wanra, Hansip) aus Mehara, Lore, Leuro und Serelau und schlossen sich der FALINTIL an. In ihren Heimatorten führten die Indonesier Strafaktionen durch. Hunderte Frauen und andere Zurückgebliebene wurden auf Lastwagen zusammengetrieben und für mehrere Monate interniert. Es kam zu Folterungen und Vergewaltigungen. Später wurden mehrere hundert Familien auf die Insel Atauro zwangsumgesiedelt. Am 7. Dezember wurden fünf Anhänger der FALINTIL in Muapitine öffentlich hingerichtet.
Während der Besatzungszeit bauten die Indonesier die Straßen und das Fernmeldenetz im damaligen Distrikt aus, um die FALINTIL besser bekämpfen zu können. Am 29. Mai 1997 fanden Wahlen statt, bei denen Vertreter Osttimors für das indonesische Parlament gewählt werden sollten. Im Umfeld kam es landesweit zu mehreren Attacken auf die indonesische Besatzungsmacht und ihre Unterstützer. In Lospalos wurden der Bruder des Chefs des Distriktsparlaments und einige Lehrer erschossen. Zuvor hatten die Guerilleros in Muapitine drei Menschen ermordet.
Auf internationalen Druck wurde schließlich in Osttimor 1999 ein Referendum durchgeführt, in dem die Einwohner über die Unabhängigkeit von Indonesien oder eine innere Autonomie entscheiden sollten. Pro-indonesische Milizen und die TNI attackierten in dieser Zeit Befürworter der Unabhängigkeit. Veríssimo Dias Quintas, Liurai von Lospalos und Chef der Dachorganisation der Unabhängigkeitsbewegung CNRT in Lautém wurde am 27. August brutal ermordet. Vítor da Costa folgte ihm als CNRT-Chef. Nachdem sich die deutliche Mehrheit der Osttimoresen am 30. August 1999 für die Unabhängigkeit entschieden hatte, kam es zu einer letzten Gewaltwelle, in der auch in Lautém ein Großteil der Infrastruktur zerstört wurde; viele Gebäude brannten nieder, darunter die meisten traditionellen Heiligen Häuser in der heutigen Gemeinde. Der schwerste Zwischenfall ereignete sich am 25. September. Mitglieder der pro-indonesischen Miliz Team Alfa ermordeten unter Führung von Joni Marques bei der Straße von Lautém nach Baucau, am Fluss Malailada, neun Personen. Unter den Opfern waren zwei Nonnen, drei Pater und den indonesischen Journalisten Agus Muliawan. Die meisten Einwohner Lautéms kehrten erst Anfang Oktober aus den Wäldern zurück, in die sie vor der Gewalt geflohen waren.
Nach Abzug der Indonesier übernahm die FALINTIL unter Führung von Renin Selak die Kontrolle in Lautém, bis die von den Vereinten Nationen entsandte internationale Friedenstruppe INTERFET eintraf. Ab der zweiten Oktoberwoche wurde eine Lokalregierung unter UN-Verwaltung aufgebaut, in der Vítor da Costa den CNRT vertrat. Er wurde aber noch im Oktober von Renin Selak dort und als CNRT-Regionalsekretär abgelöst. Im November 1999 wurden südkoreanische Friedenstruppen in Lautém stationiert, dazu ein internationales Polizeikontingent.
Im Januar 2000 organisierte der CNRT Wahlen. Albino da Silva wurde zum neuen Distriktssekretär des CNRT gewählt, João Rui Amaral zu seinem Vize. Strukturen des CNRT wurden auch auf den unteren Ebenen bis hin zu den Aldeias aufgebaut. Im Januar 2001 wurde Silva in den provisorischen Nationalrat (National Council NC) berufen, Amaral übernahm daraufhin den Posten als Distriktssekretär bis Juni 2001, als der CNRT seine Auflösung bekannt gab, um die Wahlen zur Verfassunggebenden Versammlung zu ermöglichen. Ab 2001 übergab die UN die Verwaltung nach und nach den Timoresen. 2001 wurden die südkoreanischen Soldaten abgezogen. Für Lautém war bis zum endgültigen Abzug der ausländischen Truppen einige Jahre später eine thailändische Einheit in Baucau zuständig. 2002 wurde Osttimor in die Unabhängigkeit entlassen.

### Lautém im unabhängigen Osttimor
Während der Unruhen in Osttimor 2006 war Lautém weniger der Schauplatz der Gewalt als andere Teile des Landes, wo Banden aus dem West- (Loro Munu) und dem Ostteil (Loro Sae) des Landes sich gegenseitig attackierten. Aus dem Westen flohen aber viele ehemalige Einwohner Lautéms zurück in ihre alte Heimat, so dass beim Höhepunkt der Unruhen über 11.000 Binnenflüchtlinge im Distrikt Lautém lebten.
Ende August 2011 starben in Baricafa (Subdistrikt Luro) vier Menschen bei einem Zusammenstoß zwischen zwei Kampfsportgruppen. Infolgedessen ordnete Premierminister Xanana Gusmão die Schließung der dortigen Kampfsportvereine an.
2014 wurden die Distrikte in ganz Osttimor in „Gemeinden“ und die Subdistrikte in „Verwaltungsämter“ umgewandelt.

## Politik

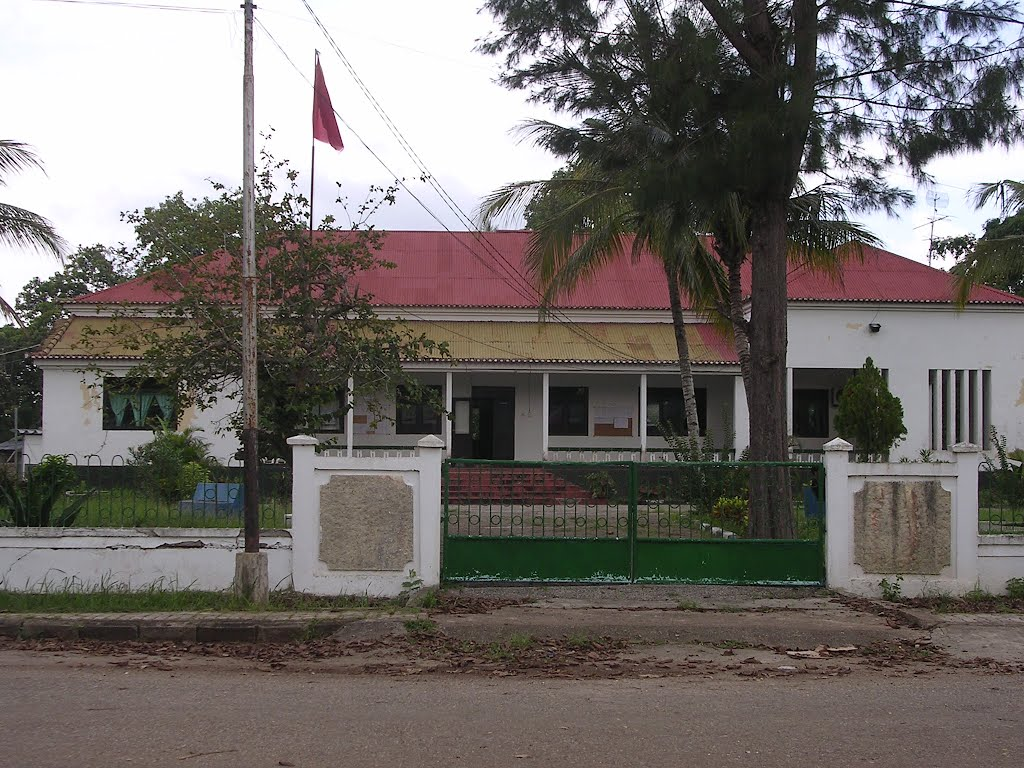
Administration in Lospalos

Der Administrator der Gemeinde wird von der Landesregierung in Dili ernannt. Im Juni 2001 erhielt Olávio da Costa Monteiro de Almeida den Posten (in anderen Quellen Olavio D. Jesus Monteiro genannt). Almeida hatte das Amt bis zum 31. Mai 2009 inne. Ab 2010 war Zeferino Pereira Administrator. Eine Quelle nennt als Administrator bereits Zeferino dos Santos Sequeira, der in offiziellen Quellen im Februar 2014 und Dezember 2019 so erscheint. Er wurde am 11. Januar 2021 von Domingos Sávio abgelöst. Ihm folgte Melio de Jesus als erster Presidente Autoridade Município (PAM).
Seitdem die Timoresen wieder ihre Selbstbestimmung gewonnen haben, ist die FRETILIN die dominierende Partei in Lautém. Bei den Wahlen zur verfassunggebenden Versammlung, aus der später das Nationalparlament hervorging, gewann die FRETILIN mit 62,76 % gegen PD, PSD, den anderen vier Parteien und den vier unabhängigen Kandidaten. Das damalige Direktmandat gewann Armindo da Conceição Silva von der FRETILIN. Auch bei den Parlaments- und den Präsidentschaftswahlen 2007 konnte die FRETILIN als stärkste Partei 45 % der Stimmen auf sich vereinen. Bei den vorgezogenen Neuwahlen 2018 erhielt die FRETILIN 44,8 % der Stimmen.
Bei den Präsidentschaftswahlen 2012 errang aber der unabhängige Kandidat Taur Matan Ruak mit 50,4 % knapp die Mehrheit vor dem FRETILIN-Kandidaten Francisco Guterres. Bei den Parlamentswahlen 2012 gewann die FRETILIN in Lautém 43,86 % der Stimmen. Die Regierungspartei Congresso Nacional da Reconstrução Timorense (CNRT) erhielt 20,24 % und die PD ihr landesweit bestes Ergebnis mit 20,64 %. Bei den Präsidentschaftswahlen 2017 holte Francisco Guterres von der FRETILIN sowohl in Lautém als auch landesweit die meisten Stimmen. Ebenso wurde die FRETILIN bei den Parlamentswahlen 2017 mit 38,5 % stärkste Kraft in Lautém.

## Wirtschaft und Infrastruktur

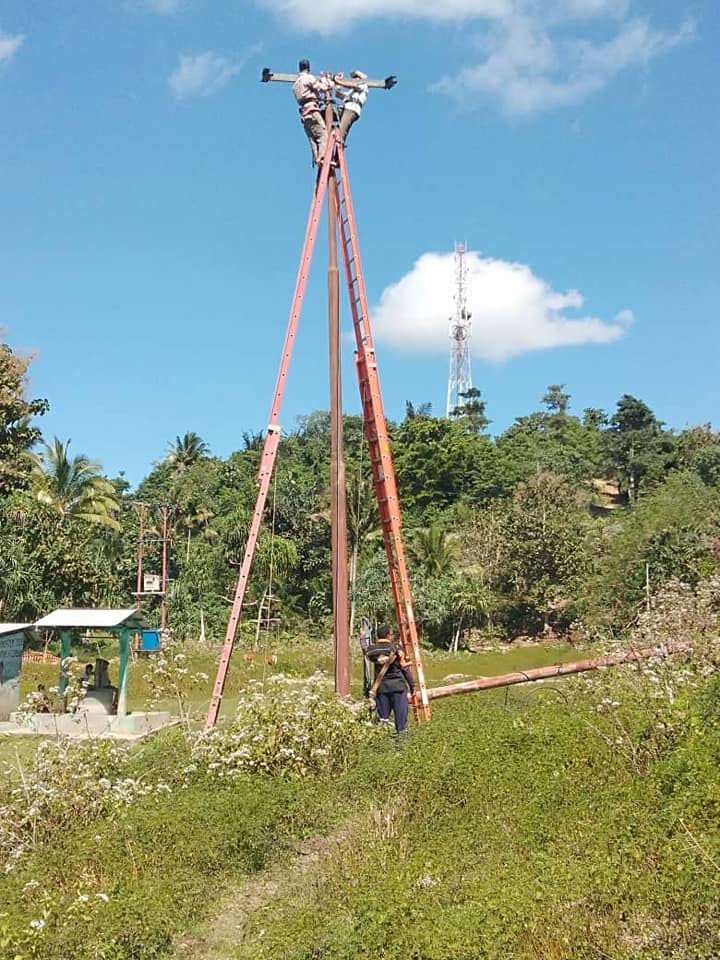
Bau einer Stromleitung in Foema’a

| Anteil Haushalte mit …   |             |                       |
| Ackerbau                 |             |                       |
| Feldfrüchte              | Anteil 2010 | Produktion 2008       |
| Mais                     | 52 %        | 24.458 t              |
| Reis                     | 19 %        | 7.845 t               |
| Maniok                   | 45 %        | 1.820 t               |
| Kokosnüsse               | 44 %        | keine Angaben         |
| Gemüse                   | 39 %        | 358 t (mit Obst)      |
| Kaffee                   | 11 %        | keine Angaben         |
| Viehzucht                |             |                       |
| Nutzvieh                 | Anteil 2010 | Anzahl der Tiere 2010 |
| Hühner                   | 75 %        | 67.394                |
| Schweine                 | 71 %        | 24.816                |
| Rinder                   | 25 %        | 16.874                |
| Wasserbüffel             | 22 %        | 15.378                |
| Pferde                   | 19 %        | 6.046                 |
| Ziegen                   | 17 %        | 8.570                 |
| Schafe                   | 3 %         | 2.454                 |
| Ausstattung              |             |                       |
| Ausstattung              | Anteil 2010 | Anzahl der Haushalte  |
| Radio                    | 24 %        | 2.694                 |
| Fernsehen                | 16 %        | 1.834                 |
| Telefon (Mobil/Festnetz) | 50 %        | 5.742                 |
| Kühlschrank              | 4 %         | 479                   |
| Fahrrad                  | 12 %        | 1.344                 |
| Motorrad                 | 10 %        | 1.101                 |
| Auto                     | 3 %         | 318                   |
| Boot                     | 2 %         | 76                    |

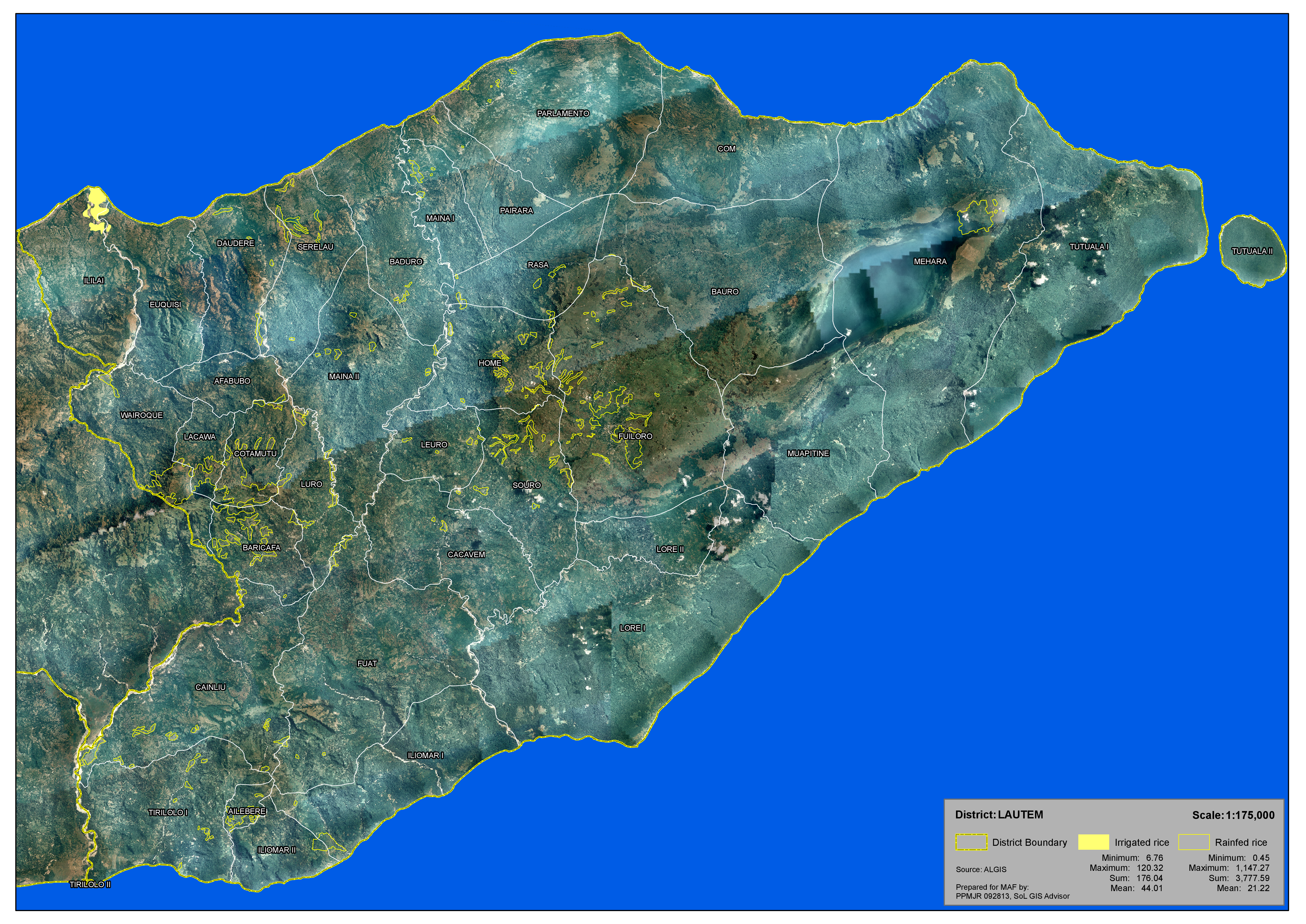
Reisanbaugebiete in Lautém

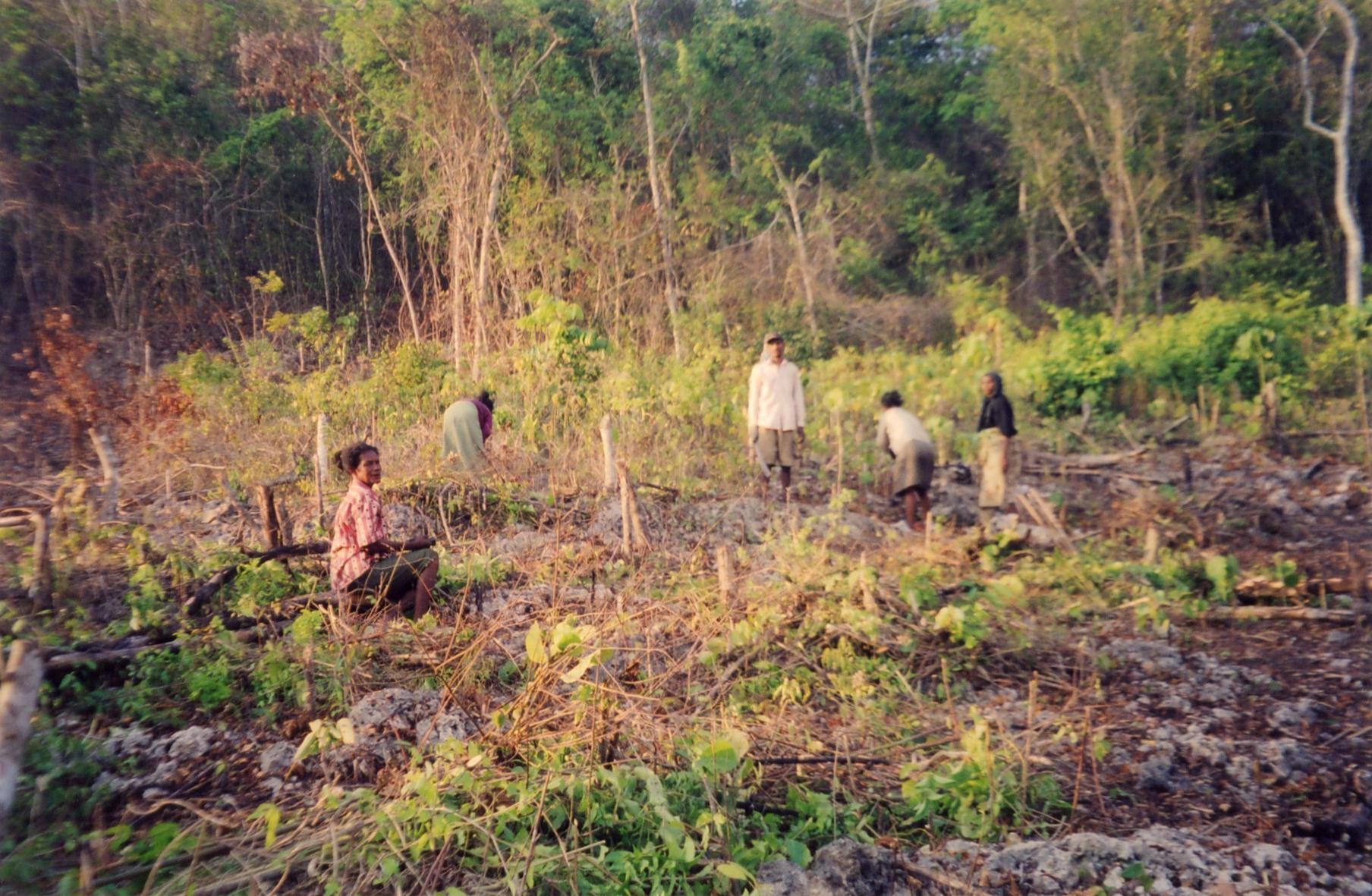
Gärten in Mehara

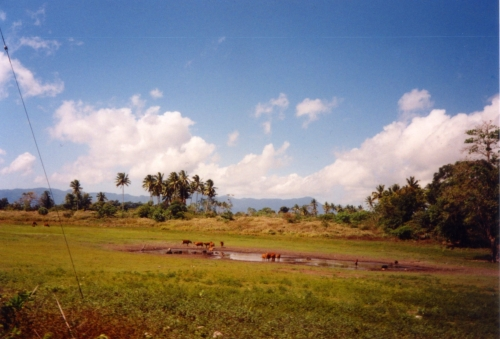
Bateng-Rinder östlich von Lospalos

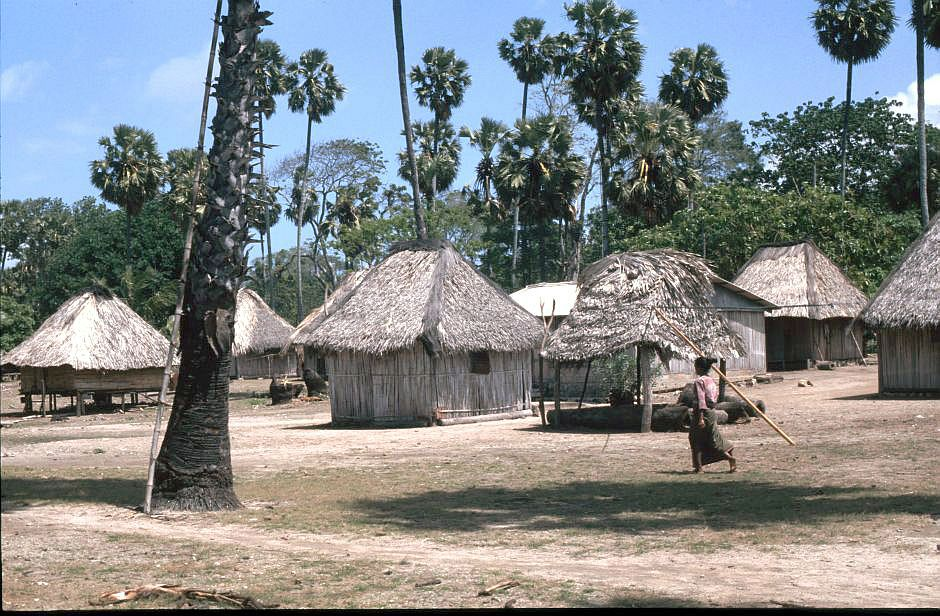
Hütten des Dorfes Lore (2003)

Laut der Volkszählung von 2010 arbeiten 37 % aller Einwohner, die zehn Jahre oder älter sind, 4 % sind arbeitslos. 59,1 % der Haushalte betreiben Ackerbau, 83,9 % Viehzucht, was in etwa dem Landesdurchschnitt entspricht (Stand: 2010). Die landwirtschaftlichen Flächen bestehen aus Kalkböden, Sedimenten und Lehm. 45 % sind sogenannter Skelettboden (Lithosol), das Schwemmland besteht aus Sand, Staub, Regosol und braunem Waldboden. Meist wird in kleinen Gärten mit einfachem Handwerkszeug zur Selbstversorgung angebaut, kombiniert mit traditioneller Brandrodungswirtschaft auf kleinen Flächen. Im Flachland sind teilweise Einachsschlepper im Einsatz. Eine Familie bewirtschaftet durchschnittlich ein bis zwei Hektar. 2002 wurden im Gemeinde 3328 Hektar Felder bewirtschaftet. Mais, den etwa die Hälfte aller Haushalte anbauen, wird zweimal im Jahr, im Mai und November/Dezember geerntet. Über 24.000 Tonnen wurden 2008 produziert. Maniok ist zwar fast genauso verbreitet, das zweitwichtigste Grundnahrungsmittel der Region ist aber Reis, auch wenn nur ein Fünftel der Haushalte ihn selbst anbaut. In der Bergregion Luro baut aber mehr als die Hälfte der Familien Reis an, in Iliomar ein Viertel. Je weiter man nach Osten kommt, desto mehr nimmt der Anteil der Reisbauern ab. Die erste Saat wird zwischen Dezember und Februar ausgebracht, geerntet wird drei bis vier Monate später. Zwischen Juni und August folgt eine zweite Aussaat. Je nach Beschaffenheit der Felder können zwei bis drei Tonnen pro Hektar geerntet werden. Die Reisfelder in den höheren Regionen sind auf den Regen als Wasserquelle angewiesen, im Flachland können die Felder zumindest in der Regenzeit auch bewässert werden. Nur bei wenigen ist dies das ganze Jahr möglich.
44 % der Haushalte verfügen über Kokospalmen, was dem Durchschnitt der anderen Landesteile entspricht. Süßkartoffeln, Yams und Taro werden für den Eigenbedarf oder zum Verkauf auf den regionalen Märkten angepflanzt, ebenso Obst und Gemüse. In den heimischen Gärten wachsen Mangos, Orangen, Zitronen, Tangerinen, Pomelos, Avocados, Wassermelonen, Ananas, Äpfel, Jackfrucht, Brotfrucht, Papaya, Bananen und Guaven. Als Gemüse werden Spinat, Kartoffeln, Tomaten, Rettich, Kohl, Auberginen, Bohnen und Knoblauch angebaut. Für den kommerziellen Anbau wurden früher Plantagen mit Kokospalmen, Zuckerrohr, Lichtnüssen, Tabak, Betelnüssen, Kakao und Cashewnüssen angelegt, sie sind heute aber weitgehend aufgegeben. Nur vereinzelt werden solche Anpflanzungen für den Eigenbedarf genutzt. Selbst der Kaffeeanbau ist dort, verglichen mit anderen Regionen Osttimors, verhältnismäßig gering.
Als Haustiere halten die Menschen hauptsächlich Hühner und Schweine. Über 70 % der Haushalte nutzen diese Fleischlieferanten. Etwa ein Viertel der Haushalte haben Rinder oder Wasserbüffel, die sich jeweils mit etwas mehr als 15.000 Tieren fast die Waage halten, während es landesweit etwa anderthalbmal so viele Rinder wie Büffel gibt. In jedem fünften Heim gibt es mindestens ein Pferd, in der Gemeinde über 6000, das sind ein Anteil von über 10 % landesweit. Zwei Drittel davon befinden sich im Verwaltungsamt Lospalos. Es handelt sich zumeist um Timor-Ponys, die auch heute noch als Last- und Reittiere dienen. Ziegen und Schafe spielen eine deutlich geringere Rolle. Etwas Fischerei wird vor allem an den Küsten von Laivai und Com (Verwaltungsamt Lautém), Lore (Lospalos), Tutuala und Iliomar betrieben. Insbesondere die Küstengewässer zwischen Laivai und Iradarate (178,92 km) sind sehr fischreich. Die Anlage von Süßwasserfischzuchten wird überlegt.
2025 entdeckte Estrella Resources ein reiches Manganvorkommen im Verwaltungsamt Lautém.

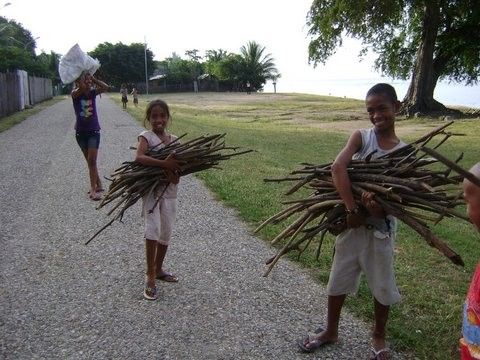
Feuerholz sammeln in Com

94 % der Haushalte Lautéms haben ihr eigenes Haus, bei 4 % gehört das Haus der Familie. Nur ein Fünftel aller Wohnhäuser bestehen aus Ziegel oder Beton, der Großteil der Gebäude wird noch immer aus Naturmaterialien, wie Bambus, Palmwedeln oder Lehm hergestellt. Bei den Dächern haben sich Zink- und Eisenbleche vielerorts durchgesetzt, auch wenn 19 % der Wohnhäuser noch mit Palmwedeln oder Stroh gedeckt werden. Bei mehr als der Hälfte der Wohnhäuser besteht der Boden aus gestampftem Lehm, bei 24 % aus Beton.
Über 70 % der Haushalte haben Zugang zu sauberen Trinkwasserquellen, wobei nur 16 % das Wasser am oder im Haus haben. Die Bewohner der anderen Haushalte müssen das Trinkwasser aus öffentlichen Leitungen, Brunnen, Quellen oder Gewässern holen. Fast alle Haushalte benutzen Holz zum Kochen. Ein Drittel der Haushalte hat Strom, etwas mehr benutzt Petroleumlampen als Lichtquelle. Ein Fünftel der Haushalte benutzt das Öl der Lichtnuss oder der Candle berry, das im Landesdurchschnitt 5 % verwenden. In den größeren Orten sorgen Dieselgeneratoren am Abend einige Stunden für Elektrizität, sofern Treibstoff vorhanden ist. Bei Malahara (Suco Mehara) wurde in den ersten Jahren der Unabhängigkeit unterirdisch das größte Wasserkraftwerk des Landes geplant. Das Wasser sollte durch einen Tunnel vom Ira Lalaro, unterhalb des Berges Paitchau, in Richtung Timorsee fließen. Letztlich kam es nicht zur Umsetzung.

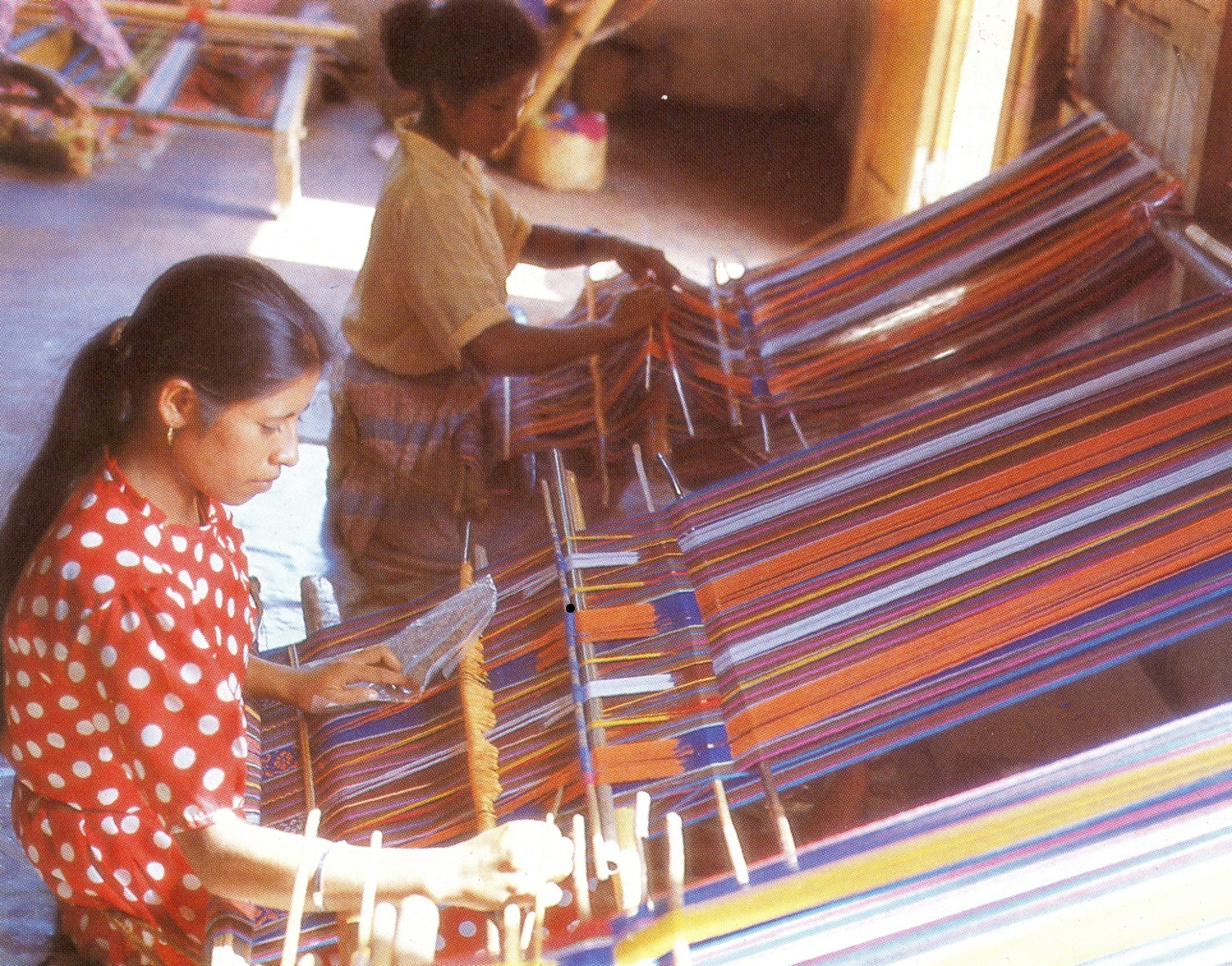
Frauen in Lospalos beim Weben von Tais

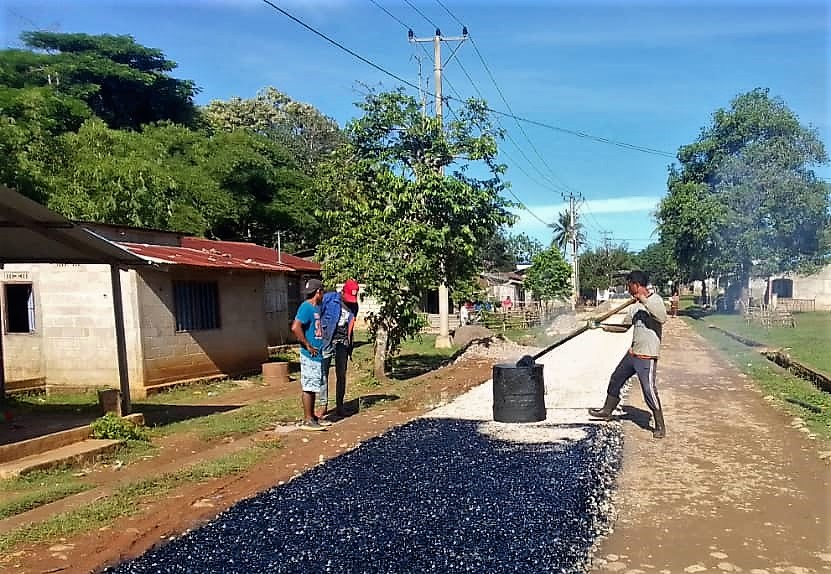
Teerarbeiten an der Straße von Fuiloro nach Home

Com verfügt über eine kleine Pension und wird wegen seines Strandes und der Tauchgelegenheiten gerne als Ausflugsziel von der Landeshauptstadt Dili aus genutzt. Weitere touristische Ziele mit Unterkünften sind Lospalos und Tutuala mit der Insel Jaco.

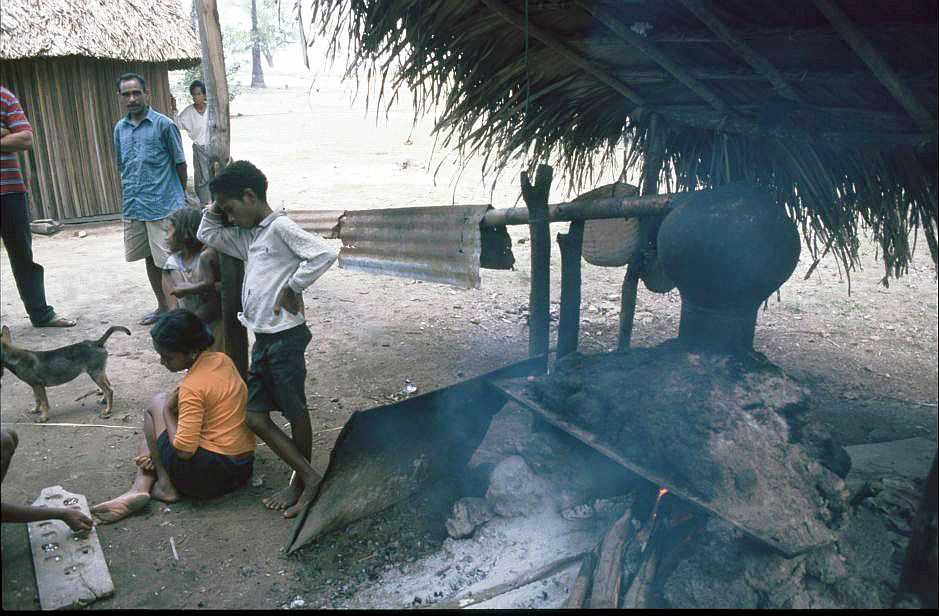
Schnapsbrennerei in Lore

Mehrere Überlandstraßen in unterschiedlicher baulicher Qualität verbinden die Orte Lautéms miteinander. Entlang der Nordküste führt die gut ausgebaute A01, von Dili und Baucau kommend, bis zum Ort Lautém. Dort teilt sie sich. An der Küste verläuft sie bis nach Com, ins Landesinnere erreicht man auf dem anderen Zweig zunächst den Ort Bauro und schließlich die Gemeindehauptstadt Lospalos. Der Südküste folgend führt die A08 von Viqueque nach Iliomar und weiter bis Lospalos. Es sind meist Pisten aus Betonelementen. Nur teilweise asphaltiert oder geschottert sind die Überlandstraßen von Bauro nach Tutuala, von Com nach Bauro und von Buihomau an der Nordküste nach Luro. Die kleineren Ortschaften sind nur mit einfachsten Pisten mit der Außenwelt verbunden. In der Regenzeit kann es vorkommen, dass selbst die größeren Inlandsstraßen durch Erdrutsche nicht passierbar sind. Die unbefestigten Wege sind dann oft gar nicht mehr befahrbar. In Notfällen können nur Hubschrauber die Verbindung aufrechterhalten. Hubschrauberlandeplätze gibt es in Lospalos, Lore I, Iliomar, Lautém, Bauro, Maina I und Com. Ankerplätze befinden sich vor Com und Lore I. Sind die Straßen befahrbar, transportieren Busse (Biskota), Minibusse (Mikroléts) und Lastwagen Menschen und Waren. In Fuiloro ist ein Bataillon der Verteidigungskräfte Osttimors (FDTL) stationiert. In Lospalos gibt es eine Polizeistation. Die Hauptorte verfügen über kommunale Gesundheitszentren, einige kleinere Orte über medizinische Stationen. Grundschulen gibt es in vielen Ortschaften in der Gemeinde. 2008 waren es 57. Prä-Sekundäre Schulen gibt es in Lospalos, Mehara, Luro, Iliomar, Lautém und Buihomau. Sekundärschulen gibt es nur in Lospalos, Lautém und Bauro.
Rádio Communidade de Lospalos, auf FM 100,1 MHz, ist der kommunale Sender der Region. 24 % der Haushalte besitzen ein Radio, 16 % einen Fernseher.
| Anteil Haushalte mit …        |                              |                                        |                                        |                   |                         |                     |                         |               |
| … Hauswänden aus …            |                              |                                        |                                        |                   |                         |                     |                         |               |
| Ziegel/Beton                  | Ziegel/Beton                 | Holz                                   | Bambus                                 | Lehm              | Eisen-/ Zinkblech       | Palmwedel           | Natursteine             | Sonstiges     |
| 24 %                          | 24 %                         | 4 %                                    | 45 %                                   | < 1 %             | 6 %                     | 19 %                | 22 %                    | 16 %          |
| … Dächern aus …               | … Dächern aus …              | … Dächern aus …                        | … Dächern aus …                        | … Böden aus …     | … Böden aus …           | … Böden aus …       | … Böden aus …           | … Böden aus … |
| Palmwedel/Stroh               | Eisen-/ Zinkblech            | Dachziegel                             | Sonstiges                              | Beton             | Fliesen                 | Boden/Lehm          | Bambus/Holz             | Sonstiges     |
| 19 %                          | 78 %                         | 1 %                                    | 2 %                                    | 24 %              | 4 %                     | 58 %                | 6 %                     | 7 %           |
| Trinkwasserversorgung durch … |                              |                                        |                                        |                   |                         |                     |                         |               |
| Leitung oder Pumpe im Haus    | Leitung oder Pumpe außerhalb | Öffentliche Leitung, Brunnen, Bohrloch | Öffentliche Leitung, Brunnen, Bohrloch | geschützte Quelle | nicht geschützte Quelle | Oberflächengewässer | Oberflächengewässer     | Sonstiges     |
| 2 %                           | 14 %                         | 28 %                                   | 28 %                                   | 27 %              | 25 %                    | 3 %                 | 3 %                     | 1 %           |
| Energiequelle zum Kochen      | Energiequelle zum Kochen     | Energiequelle zum Kochen               | Energiequelle zum Kochen               | Lichtquelle       | Lichtquelle             | Lichtquelle         | Lichtquelle             | Lichtquelle   |
| Elektrizität                  | Petroleum                    | Holz                                   | Sonstiges                              | Elektrizität      | Petroleum               | Holz                | Lichtnuss/ Candle berry | Sonstiges     |
| 1 %                           | 3 %                          | 95 %                                   | 1 %                                    | 35 %              | 37 %                    | 3 %                 | 21 %                    | 3 %           |

## Kultur

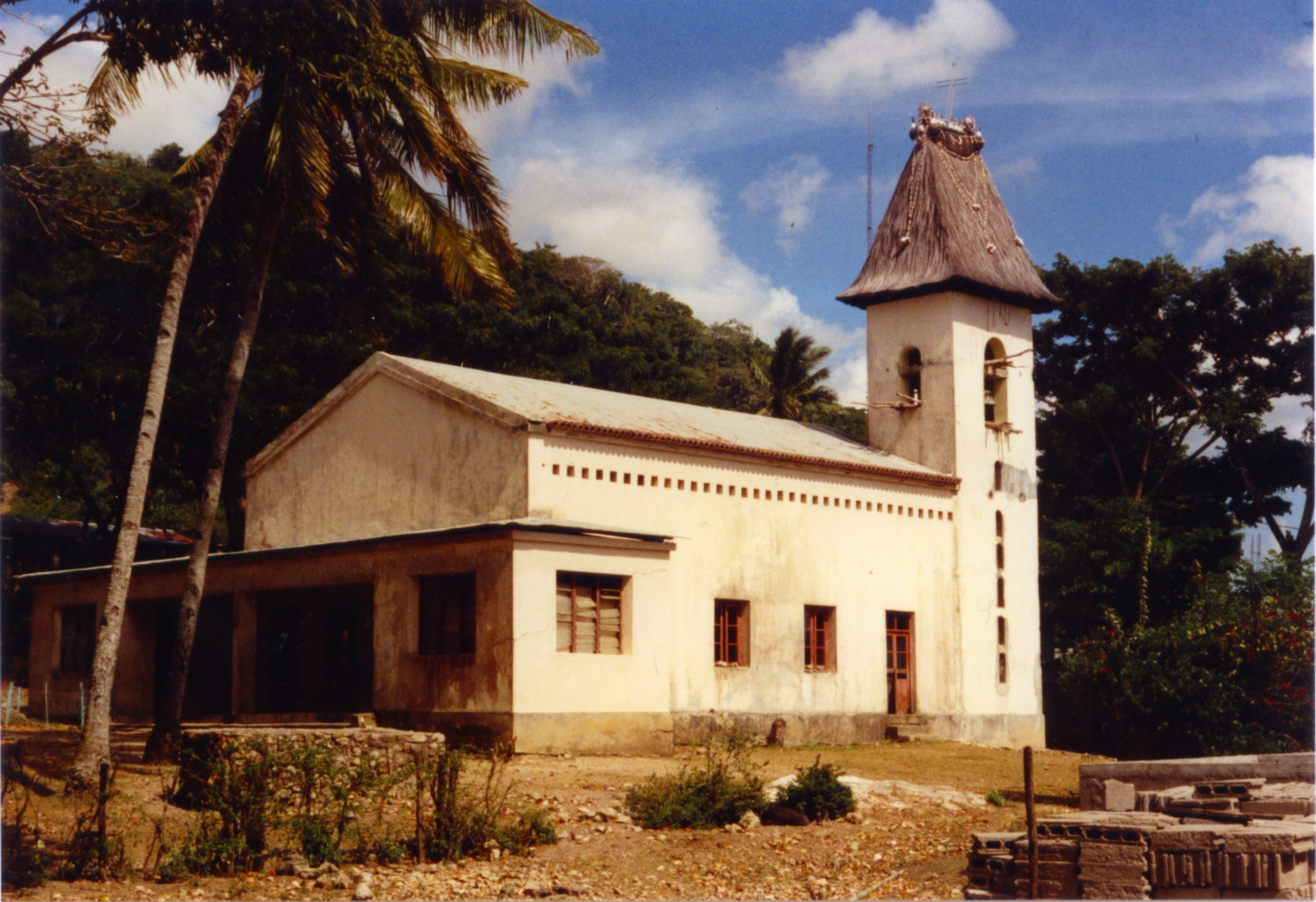
Kirche von Tutuala

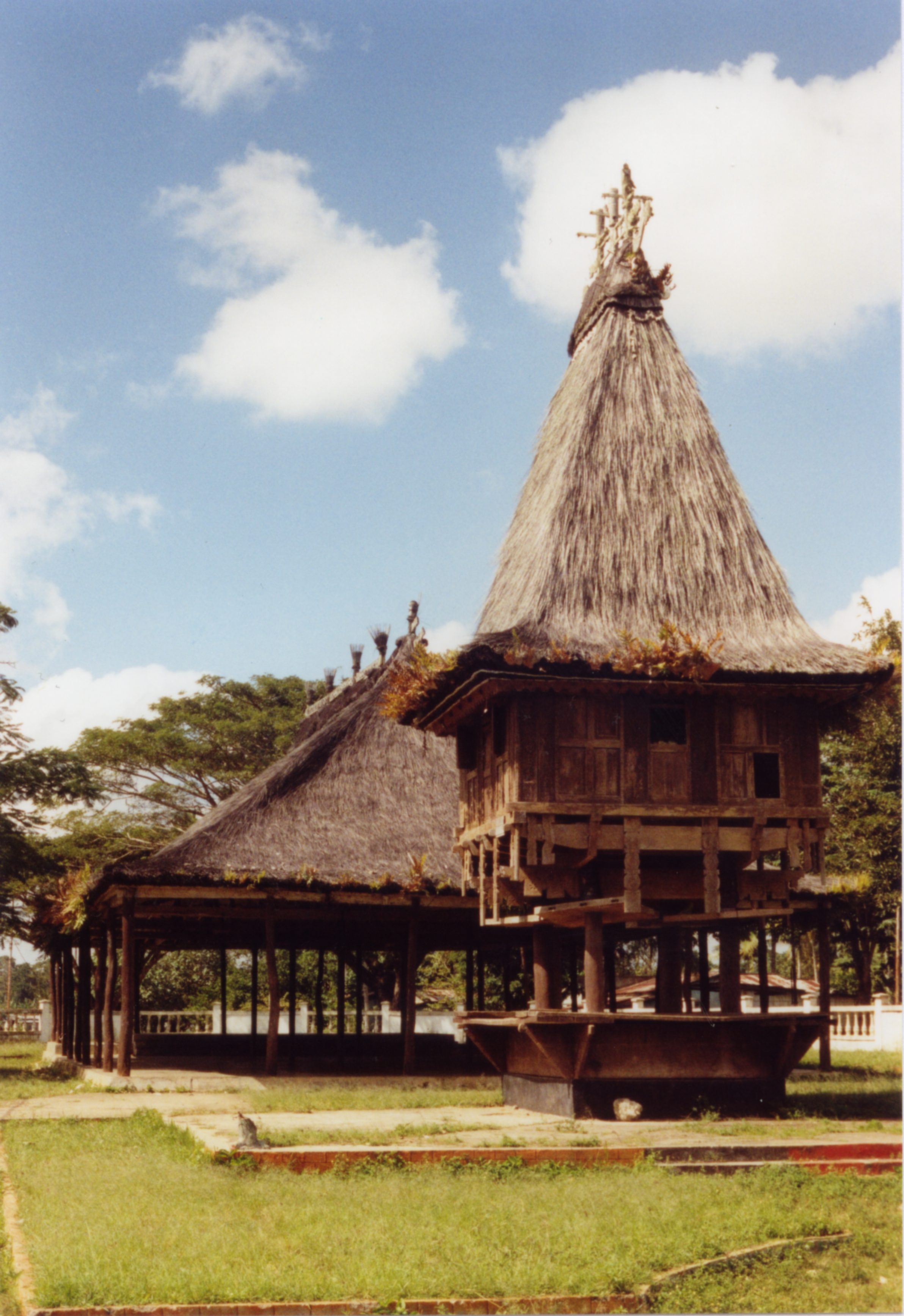
Traditionelles heiliges Haus (Lee-teinu) in Lospalos

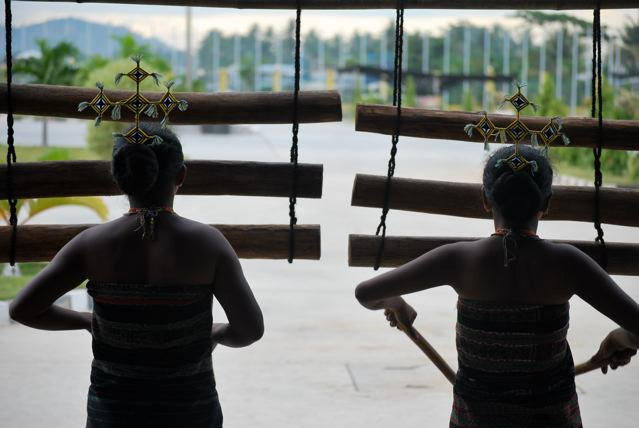
Kakalo'uta, traditionelle Musikinstrumente aus Lospalos

2004 waren 96,6 % der Einwohner Katholiken, 2,7 % Protestanten, 0,4 % Anhänger der traditionellen animistischen Religion Timors und 0,2 % Muslime. Bei der Volkszählung 2015 registrierte man 97,59 % Katholiken, 1,88 % Protestanten, 0,36 % Muslime, nur noch 22 Animisten und 89 andere.
Lautém ist dem Bistum Baucau unterstellt. Wie alle Völker Timors vor der Kolonisation und die Bevölkerungsmehrheit bis zum Ende des 20. Jahrhunderts, waren die Einwohner Lautéms ursprünglich Animisten. Noch heute spielt der Volksglaube eine wichtige Rolle im täglichen Leben, obwohl die meisten Einwohner Lospalos inzwischen Christen sind. Auch sind noch Tieropfer in den Dörfern allgemein üblich. Geschnitzte Figuren (Lulik) dienen dort noch zur Abwehr des Bösen. Fataluku-Familien haben oft noch animistische Hausschreine (aca kaka). Rituelle Feuerstellen sorgen für den spirituellen Schutz der Mitglieder der Großfamilie. Den Ahnen werden als Nahrung (fané) Innereien und Reis geopfert oder die männlichen Familienmitglieder teilen sich „heiliges Fleisch“ (leura tei). Bei Bestattungen von alten Mitgliedern eines Clans (ratu) wird von nololonocaw (Meister des Gesangs, Meister der Wörter) ein ritueller Gesang (nololo) angestimmt, in dem die Seele des Verstorbenen entlang des Pfades der Ahnen geschickt wird, um sich mit dem Ursprung zu vereinen.
Obwohl der Großteil der Einwohner Lautéms Papuasprachen sprechen, haben sie kulturell gesehen mehr Gemeinsamkeiten als Unterschiede zu den anderen, meist austronesische Sprachen sprechenden Ethnien Osttimors.
Bei den Fataluku, der größten Volksgruppe Lautéms, hat das traditionelle gesellschaftliche Klassensystem noch immer einen Einfluss auf das Leben. Man unterscheidet die Schicht der Könige (Raju), die mittlere Schicht der Paca und die Unterschicht der Akanu. Nur der Schicht der Könige war der Landbesitz gestattet. Den Nachkommen des Liurai (Kleinkönig) von Moro soll noch heute ein Großteil des Landes in der Gemeinde gehören. Aufgeteilt wurden die Fataluku in Clans (ratu), die nach ihrer Region benannt wurden (zum Beispiel Tutuala ratu). Fataluku-Familien haben, trotz ihres katholischen Glaubens, oft noch animistische Hausschreine (aca kaka). Rituelle Feuerstellen sorgen für den spirituellen Schutz der Mitglieder der Großfamilie. Den Ahnen werden als Nahrung (fané) Innereien und Reis geopfert oder die männlichen Familienmitglieder teilen sich „heiliges Fleisch“ (leura tei). Bei Bestattungen von alten Mitgliedern eines Clans wird von nololonocaw (Meister des Gesangs, Meister der Wörter) ein ritueller Gesang (nololo) angestimmt, in dem die Seele des Verstorbenen entlang des Pfades der Ahnen geschickt wird, um sich mit dem Ursprung zu vereinen. Manchmal sagt man, der Tote sei „gegangen, um Kokosnüsse im Land des ersten Dorfes zu pflanzen.“
Zweimal im Jahr findet bei den Fataluku an bestimmten Stellen an der Küste von Lospalos, Lautém und Tutuala das Mechi statt, das Sammeln der Geschlechtssegmente der Meci-Würmer (Eunice viridis). Im letzten Mondviertel vom Februar findet das kleinere Mechi kiik und bei Neumond im März das große Mechi boot statt. Die Ernte dieses maritimen Ringelwurms markiert den Beginn eines neuen Jahreszyklus für die Landwirtschaft und wird in den Dörfern festlich begangen. Dabei waten die Fataluku mit Fackeln durch die seichten Stellen am Ufer, um den lichtempfindlichen Wurm zu fangen, der hier in großen Mengen ablaicht. Neben Gesang und Tanz ist auch das Festigen von Bündnissen ein wichtiger Bestandteil des Fests. Dies betrifft auch das Bündnis der rituellen Führer mit der Natur und den Geistern und das Bündnis zwischen den politischen Führern und der Bevölkerung. Die Würmer werden roh mit Chili und Zitrone mariniert und gelten als Salat als Delikatesse. Die rituellen Opfergaben am Tag nach der Ernte werden fane, das „füttern der Geister“ genannt. Im August findet in Com ein Fest zum Sardinenfang statt, das Api moko lere. Neben Liedern auf Fataluku, werden bei den Feiern auch solche in der „Handelssprache“ gesungen. Dabei handelt es sich um Leti, der Sprache der indonesischen Leti-Inseln, die man segelnd innerhalb eines Tages erreichen kann. Traditionell gab es einen regen Handel zwischen Tutuala und den Leti-Inseln, unter anderem mit Batik-Sarongs. Seit der Unabhängigkeit Osttimors 2002 ist der Handel über die nationalen Grenzen zurückgegangen.
Eine große Rolle in der Gesellschaft der Makalero in Iliomar spielt Fulidai-dai, was man mit einem kulturellen System der Nachbarschaftshilfe vergleichen kann. Fulidai-dai, in seinem Kern, fördert eine verstärkte Zusammenarbeit, gegenseitige Hilfe und freiwillige Beiträge. Sein Hauptzweck besteht darin, Einzelpersonen, zum Handeln für einen Beitrag zum Wohle der Gemeinde, anstatt zum Wohle eines Einzelnen zu fördern. Zu den Grundsätzen gehören Solidarität, Kollektivität, Austausch und gegenseitige Hilfe. So werden gemeinsam Ackerland gewonnen, gepflanzt, geerntet, Häuser gebaut oder Festlichkeiten vorbereitet. Fehlverhalten wird mit der Tradition des Tara Bandu (Tarabandu) behandelt. Beispielsweise beleidigte ein Dorfbewohner während einer Zeremonie Vertreter der Regierung. Der Übeltäter stiftete Fleisch und den lokalen Palmwein für eine Tara-Bandu-Zeremonie mit den Ältesten und lokalen Würdenträgern aus ganz Lautém, inklusive des katholischen Pfarrers. Während der Zeremonie wurde über das Vergehen gesprochen und darüber, wie wichtig Vergebung sei. Der Name des Übeltäters wurde dabei nie genannt, weil das gesamte Dorf die Verantwortung für das Fehlverhalten des Einzelnen übernommen hatte.
Die traditionellen Heiligen Häuser (Uma Lulik in Tetum, Lee-teinu in Fataluku) sind in ihrer Form heute ein nationales Symbol in ganz Osttimor. Auch bei modernen Gebäuden, wie dem Präsidentenpalast in Dili oder den katholischen Kirchen in Fuiloroi und Tutuala, wird die Form des Daches ihnen nachempfunden. Beispiele für Lee-teinu in Lautém kann man unter anderem in Lospalos und in Iralafai (Suco Bauro) sehen.

## Umwelt

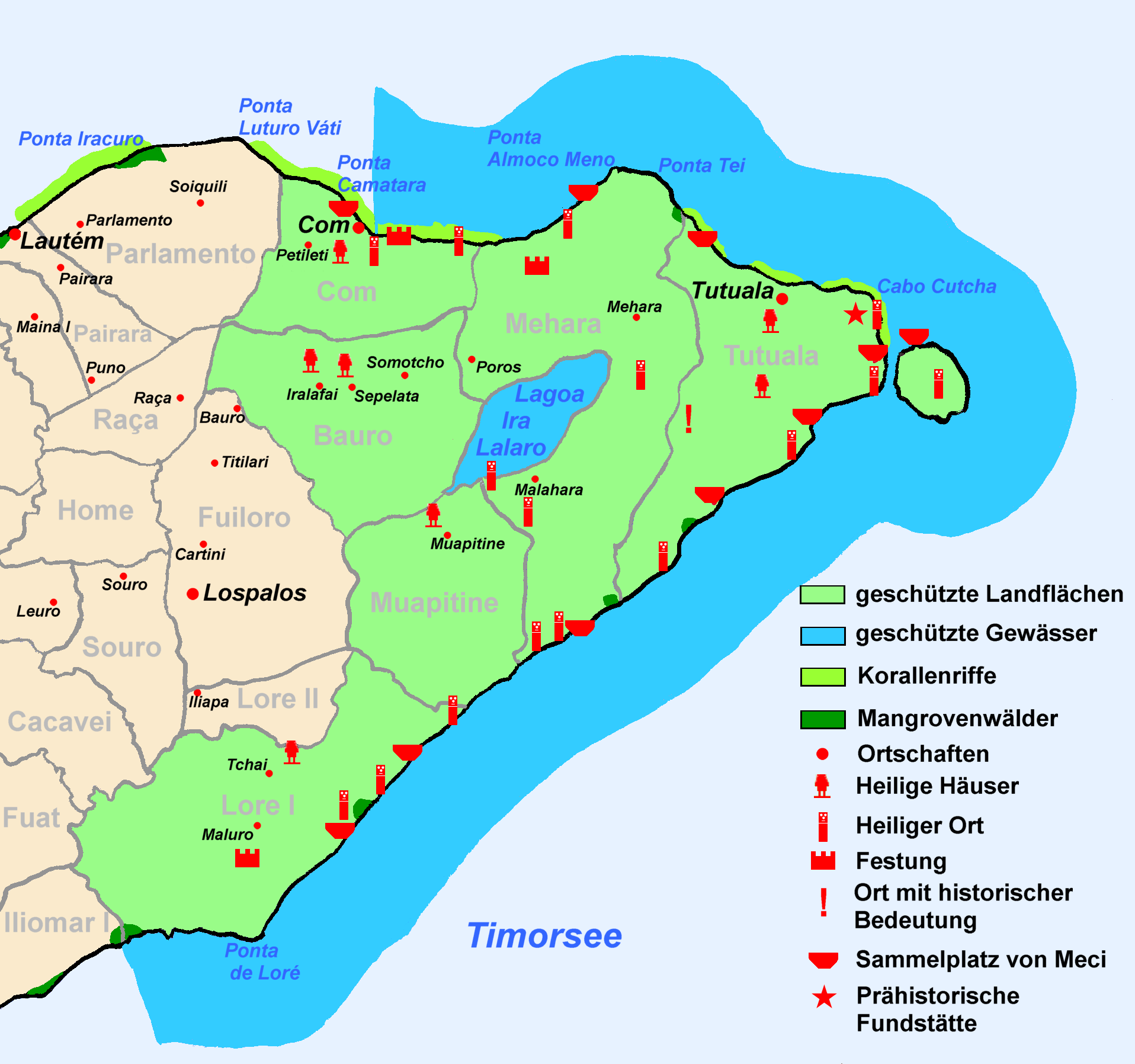
Karte des Nationalparks Nino Konis Santana

Während der indonesischen Besatzungszeit gab es keine Beschränkungen der Jagd, was die Bestände an Wild stark schrumpfen ließ. Der Gelbwangenkakadu, Osttimors Nationalvogel, wurde durch die Jagd mit Luftgewehren bedroht. Die damals betriebene Dynamitfischerei hinterließ Schäden an den Korallenriffen, deren Größe bisher nicht geklärt werden konnte. Meeresschildkröten wurden wegen ihres Fleisches und ihres Panzers gejagt. 2001 untersagte die UNTAET das Töten und Fangen bestimmter Tierarten. Allerdings sind noch zu wenig Polizisten vorhanden, um das Verbot durchzusetzen. 2008 wurde der Nationalpark Nino Konis Santana eröffnet, der erste Osttimors. Er umfasst 68.000 Hektar Landfläche und 55.600 Hektar des angrenzenden Seegebiets mit Korallenriffen. Zum Park gehören auch die Important Bird Areas Paitchau, Lore und Jaco.
Probleme sind heute die Brandrodung zur Gewinnung von Ackerland und die Entsorgung von Hausmüll und Abwasser. Müll wird einfach hinter das Haus geworfen, Abwässer fließen ungeklärt in die Flüsse. Eine Altlast sind die von den Indonesiern in der ganzen Gemeinde verwendeten Asbestdächer, mit denen 2010 noch immer 120 Häuser versehen waren.

## Sport
Der FC Lero aus Iliomar spielt in der Liga Futebol Amadora Segunda Divisão 2018. Weitere offiziell registrierte Fußballvereine sind der AS Lero aus Iliomar und der FC Luro Irmãos Unidos aus Luro.

## Persönlichkeiten
- Francelina Cabral (* 1985 in Souro), Mountainbikerin und Olympiateilnehmerin
- Pedro do Carmo Vieira, Liurai von Pairara in den 1970er Jahren
- Cláudio do Carmo Vieira (Bruder von Pedro), Bupati des Distrikts Lautém von 1976 bis 1984
- Edmundo de Conceição Silva (* 1946), Verwaltungsbeamter und pro-indonesischer Milizionär aus Moro
- Tomás Correia de Oliveira (* 1956 in Vaniria; † 2020), Freiheitskämpfer.[92]
- José da Costa (1927–1980), Freiheitskämpfer
- Vítor da Costa (* 1951 in Lospalos; † 2020), Staatssekretär
- Cirilo Cristóvão (1966–2019), Chef des Nationalen Nachrichtendienstes und Verteidigungsminister
- João Ribeiro (* 1974), Jurist
- Benedita Freitas (* 1987), Freiheitskämpferin
- Lere Anan Timur (* 1952 in Acara), Oberbefehlshaber der Verteidigungskräfte Osttimors (F-FDTL)
- Armando dos Santos Lopes (* 1966), Politiker
- Alfonso Lopez (* 1968), Jurist
- Horácio Marques (* 1962), Generaldirektor des Arquivo Nacional de Timor-Leste
- Delio Anzaqeci Mouzinho (* 2000), Boxer
- Juventina Napoleão (* 1988 in Assalaino), Marathonläuferin
- Fernando Teles do Nascimento Txai (* 1953 in Maluro; † 1980), Politiker und Freiheitskämpfer
- Higínio das Neves (* 1966), Soldat
- Veríssimo Dias Quintas (* 1935; † 1999 in Lospalos), Liurai von Lospalos
- Nino Konis Santana (* 1957 in Vero; † 1998), Kommandant der Widerstandsbewegung FALINTIL
- Faustino dos Santos (1957–2020), Politiker und Unabhängigkeitskämpfer
- Sisto dos Santos (1979–2023), Menschenrechtler
- Afonso Sávio (1946–1979), aus Ira'ara, osttimoresischer Freiheitskämpfer
- Domingos Sávio (* 1968), osttimoresischer Beamter
- Maria Anabela Sávio (* 1974), Politikerin
- José Agostinho Sequeira (* 1959), Politiker und Freiheitskämpfer
- Armindo da Conceição Silva (1945–2018), Freiheitskämpfer und Politiker aus Moro
- Arsénio Pereira da Silva (* 1973 in Tutuala), osttimoresischer Aktivist und Politiker
- Edmundo de Conceição Silva (* 1946), Verwaltungsbeamter und pro-indonesischer Milizionär aus Moro
- Amorim Vieira (* 1974), Präsidentschaftskandidat
- Caetano Lopes Ximenes (1954–2023), Unabhängigkeitsaktivist

## Partnerschaften
- Grândola, Portugal (seit 20. Januar 2013)[93]

## Weblinks

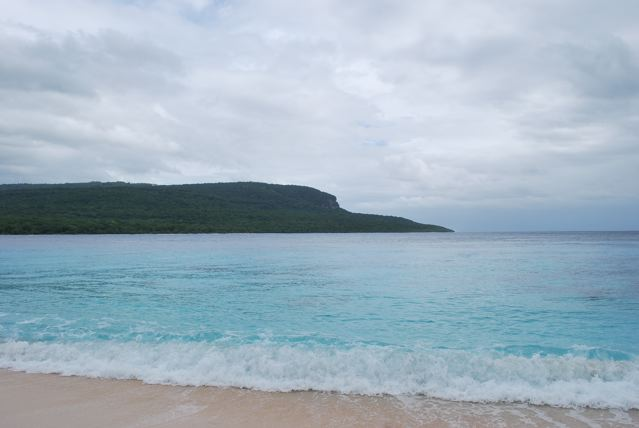
Küste Tutualas von der Insel Jaco aus

## Belege
- Ministerium für Staatsverwaltung und Territorialmanagement (englisch)
- Lautém District Development Plan 2002/2003 (Memento vom 28. März 2009 im Internet Archive) (englisch; PDF-Datei; 1,97 MB)